# Servizio ferroviario suburbano di Milano
Il servizio ferroviario suburbano di Milano è un sistema di trasporto pubblico locale dell'area metropolitana milanese.
Primo servizio di questo genere ad essere stato introdotto in Italia, è costituito da dodici linee, undici gestite da Trenord e una da un'Associazione temporanea di imprese (ATI) composta dalla stessa società assieme ad ATM.
La rete offre collegamenti tra i centri dell'area metropolitana e la città di Milano, permettendo numerose coincidenze fra i treni, la metropolitana e le linee urbane di ATM.
Fulcro del servizio è il passante ferroviario, una linea ferroviaria sotterranea che attraversa la città da nord-ovest a est, dove confluiscono sei "linee S", raggiungendo una frequenza media di un treno ogni cinque minuti, che ha la funzione di distribuire il traffico dei passeggeri sulle altre linee suburbane, sulla rete ferroviaria regionale e nazionale, sulla rete di metropolitane e sulle linee di superficie urbane milanesi.
La stazione in cui è possibile l'interscambio tra il maggior numero di linee è Milano Porta Garibaldi, dove si incontrano nove linee su dodici.
Gli orari dei treni delle linee sono cadenzati e simmetrici.

## Storia

### Prodromi
Il 21 dicembre 1997, dopo 13 anni di lavori di costruzione, venne inaugurata la prima tratta, sotterranea, del passante ferroviario di Milano, da Bovisa a Porta Venezia, comprendente gli scali intermedi di Lancetti, Porta Garibaldi sotterranea e Repubblica; in concomitanza a ciò, le Ferrovie Nord Milano istituirono un servizio metropolitano, cadenzato con frequenza di quindici minuti, aumentata a dieci minuti dal successivo 22 marzo.
Il 30 maggio 1999 venne attivata la diramazione Lancetti-Certosa, che consentiva il collegamento con la rete FS; contemporaneamente i treni metropolitani vennero prolungati a Varese (via Certosa), a Saronno e a Seveso (via Bovisa).
Il 30 giugno 2002 il passante venne prolungato da Porta Venezia a Dateo e venne anche attivata la stazione di Villapizzone, posta sulla diramazione per Milano Certosa.

### Le prime linee S

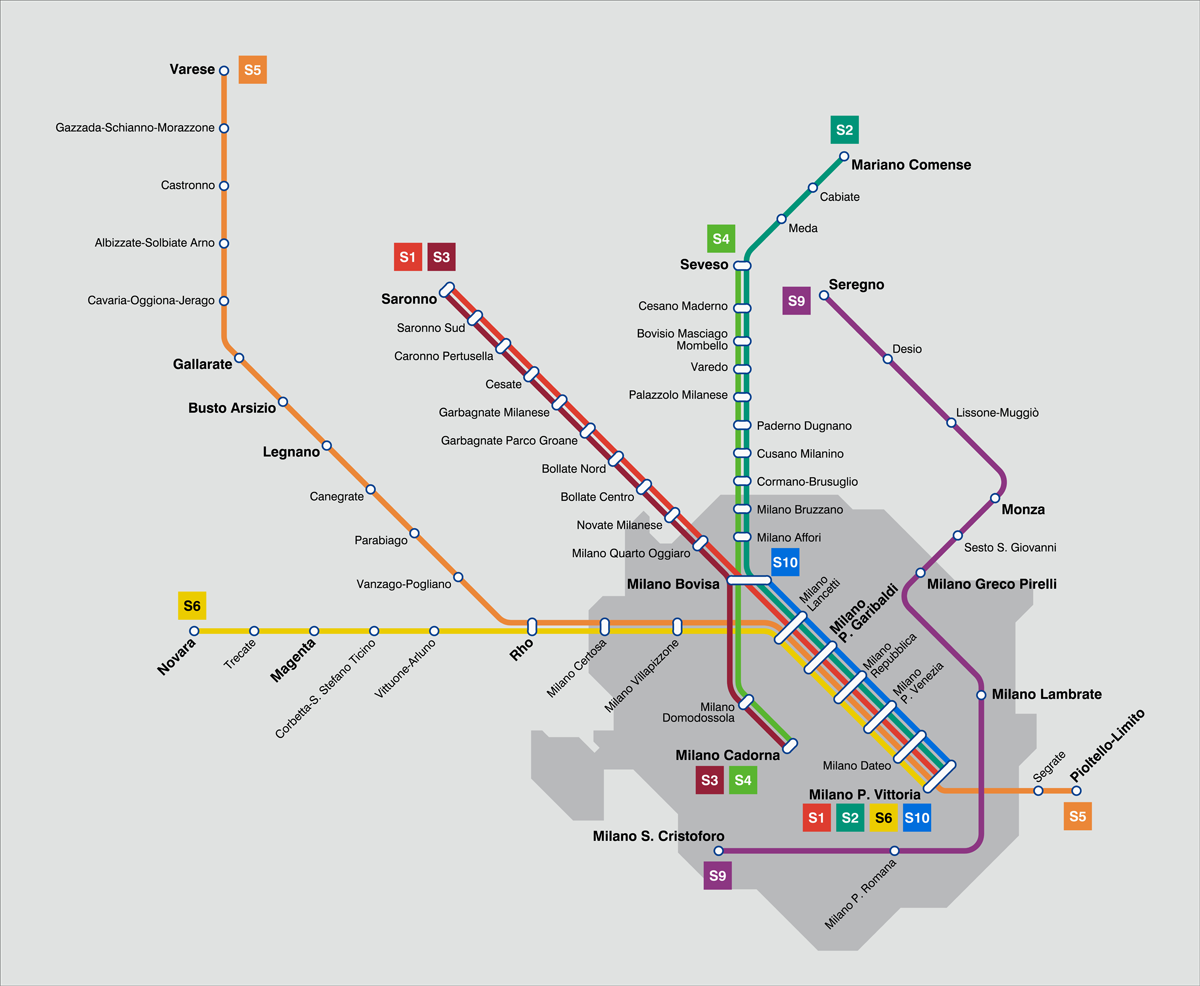
Mappa della rete in origine

Il servizio ferroviario suburbano venne formalmente introdotto e denominato in tale modo il 12 dicembre 2004, in concomitanza con il prolungamento del passante ferroviario da Dateo a Porta Vittoria.
Vennero create le prime sette linee S, numerando i collegamenti esistenti, distinguendoli dai collegamenti di categoria regionale, più rapidi, e regolarizzandone la frequenza a cadenza semioraria. In dettaglio le linee erano:
- S1 Saronno - Milano Porta Vittoria (FNMT)
- S2 Mariano Comense - Milano Porta Vittoria (FNMT)
- S3 Saronno - Milano Cadorna (FNMT)
- S4 Seveso - Milano Cadorna (FNMT)
- S5 Varese - Milano Porta Vittoria (TI)
- S6 Novara - Milano Porta Vittoria (TI)
- S10 Milano Bovisa - Milano Porta Vittoria (FNMT)

Il 24 dicembre dello stesso anno venne introdotta anche la linea S9 (Seregno-Milano Lambrate-Milano San Cristoforo), gestita da TiLo a frequenza oraria, su un percorso completamente nuovo, non interessante il passante ferroviario, che prevedeva l'utilizzo della cintura sud, ai tempi priva di servizi passeggeri.
La distinzione del servizio suburbano da quello regionale si ispira alla RER parigina, alle S-Bahn delle città tedesche, austriache e svizzere e al S-tog di Copenaghen.
I primi progetti degli anni ottanta prevedevano la configurazione passante di entrambi i sistemi, regionale e suburbano (allora detto "comprensoriale"). Successivamente si è deciso di mantenere i servizi regionali nella tradizionale configurazione attestata, per non concentrare un traffico troppo intenso sul passante ferroviario, servito solo dalle linee suburbane.

### Sviluppo della rete
2005

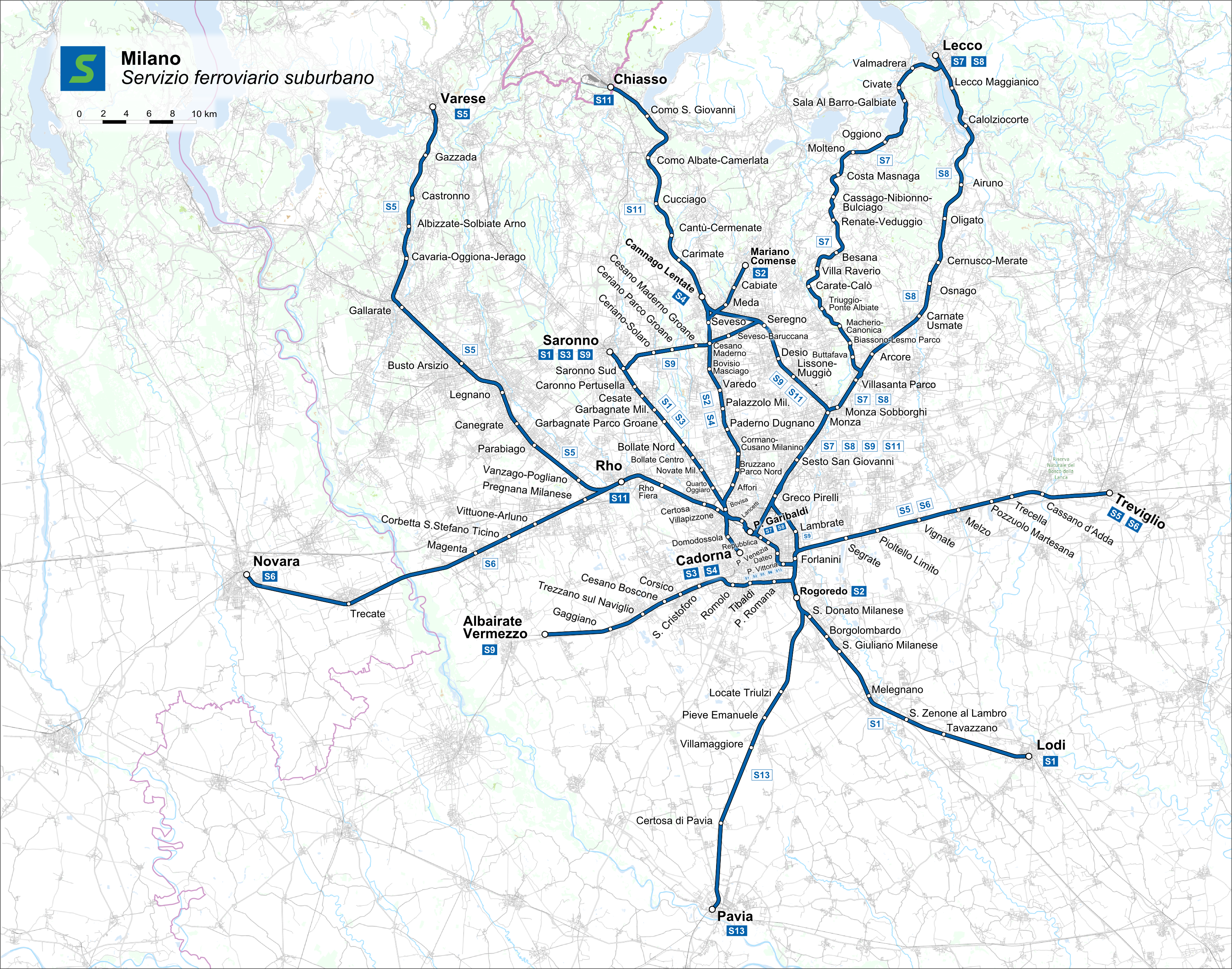
Mappa geografica del servizio ferroviario suburbano

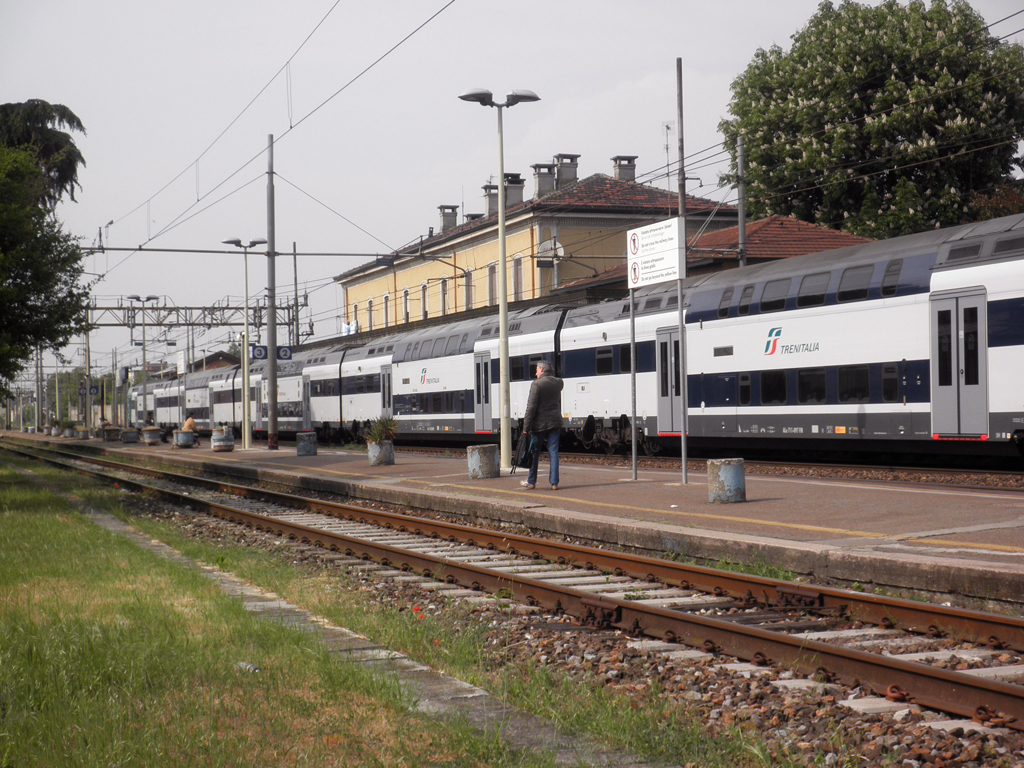
TSR della linea S1 a Melegnano

Il 5 settembre 2005 furono riorganizzati i servizi serali dopo le 21 e venne creata la cosiddetta "X di Bovisa", permettendo di dimezzare i treni lasciando invariati i collegamenti possibili. In particolare, nelle ore notturne furono soppresse la S4 Milano Cadorna-Seveso e la S1 Milano Porta Vittoria-Saronno. Per sopperire a tali mancanze, ogni mezz'ora, una corsa della S3 e una corsa della S2 fermavano a Bovisa allo stesso minuto su due binari serviti dalla stessa banchina attendendosi a vicenda, permettendo di cambiare agevolmente treno sia ai viaggiatori provenienti dal passante con la S2 e diretti verso Saronno sia a quelli provenienti da Cadorna con la S3 e diretti verso Seveso. Questo avveniva anche in direzione contraria. Con il completamento del passante ferroviario e il prolungamento della S1 su Lodi, per sopperire alla sospensione della S1 dopo le 21, alcune S2 notturne furono classificate semplicemente S, effettuando servizio da Seveso a Lodi. Dal 2012, con una riorganizzazione degli orari serali, sono cambiate le linee che costituiscono questa coincidenza.
2006
Dal 19 febbraio 2006 alcune corse della linea S4 furono prolungate da Seveso a Camnago-Lentate, consentendo così di creare un interscambio con i treni regionali Milano-Chiasso.
Il 19 giugno 2006 venne attivata la nuova fermata di Milano Romolo, servita dalla linea S9; la fermata consente l'interscambio con la linea M2 della metropolitana.
2007
Nel 2007 la linea S2 venne limitata a Milano Bovisa per la costruzione della nuova stazione di Affori.
2008
Con il cambio d'orario del 15 giugno 2008 le linee S1, S2, S5, S6 ed S10 furono prolungate da Milano Porta Vittoria a Milano Rogoredo, dove vennero realizzati cinque binari tronchi per attestarle, ottenendo una importante possibilità di interscambio con i treni regionali e a lunga percorrenza verso Pavia, Genova e la Liguria (RV - IC), verso Bologna, l'Emilia-Romagna, la Toscana, il Lazio e la Campania (RV - IC - AV) e verso Mantova (RE).
A partire dal 1º luglio 2008 la linea S5 venne gestita dalla ATI Trenitalia-LeNord-ATM. Nella stessa data hanno cominciato a entrare in servizio quindici nuovi treni TSR, il cui finanziamento era stato offerto dal vincitore dell'appalto all'amministrazione regionale.
A dicembre 2008 venne potenziato il servizio lungo la linea Milano-Chiasso: i treni della linea S9 e quelli regionali Milano-Chiasso vennero intercalati, in modo da realizzare tra Milano e Seregno un collegamento lungo tutto l'arco della giornata a intervalli costanti (con 4 corse ogni ora nelle ore di punta dei giorni feriali, 2 ogni ora nelle ore di morbida e nei festivi).
2009

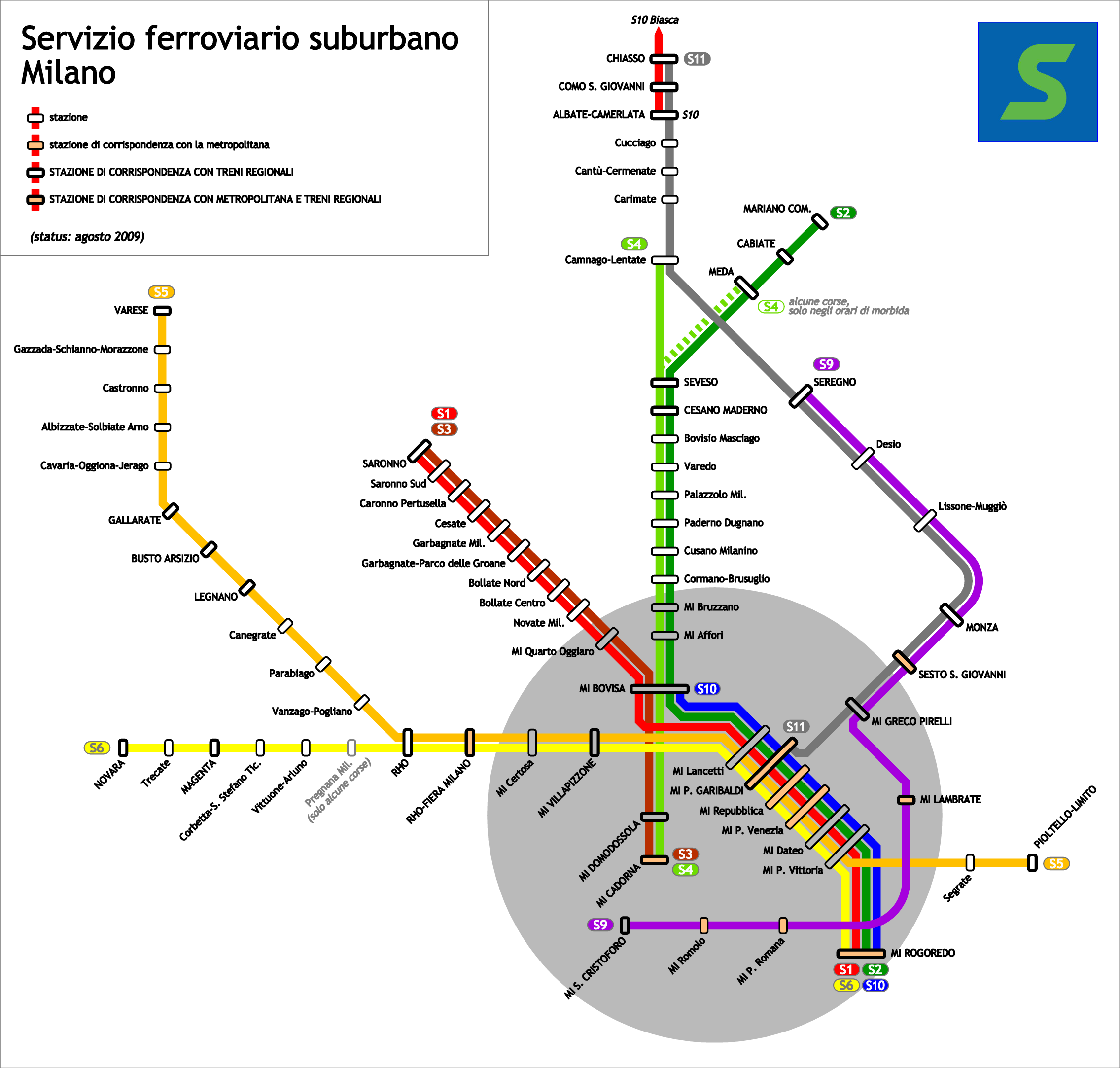
Evoluzione della mappa delle linee del servizio ferroviario suburbano ad agosto 2009

Il 22 aprile venne aperta all'esercizio regolare la stazione di Rho Fiera Milano, servita dalle linee S5 ed S6, che era già stata attivata temporaneamente dal 29 novembre all'8 dicembre 2008 in occasione dell'evento dell'"Artigiano in Fiera", la grande fiera annuale dell'artigianato di Milano, che in tale occasione si era svolta per la prima volta presso il polo espositivo di Rho.
Con il cambio d'orario del 14 giugno venne attivata la fermata di Pregnana Milanese, servita dalla linea S6, inizialmente con fermata per 30 treni al giorno (circa uno all'ora); dal successivo cambio d'orario invernale tale fermata venne progressivamente assegnata a tutti i treni della linea S6. Sempre il 14 giugno, la stazione di Serenella della linea Milano-Saronno assunse la nuova denominazione di Garbagnate Parco delle Groane.
Con il cambio orario del 13 dicembre vennero integrate nella rete suburbana due storiche relazioni ferroviarie regionali: la linea Lecco-Milano via Carnate, che diventò la linea S8, e la linea Milano-Chiasso, diventata la linea S11. Nel mentre tre linee S modificarono il percorso potenziando il servizio: la linea S1 venne prolungata, nelle sole ore di morbida, a Lodi, la linea S5 venne prolungata a Treviglio su tutte le corse e la linea S6 venne portata a Pioltello-Limito nelle ore di morbida e a Treviglio nelle ore di punta. Le linee S5 ed S6 abbandonarono così la tratta da Milano Porta Vittoria a Milano Rogoredo.
2010

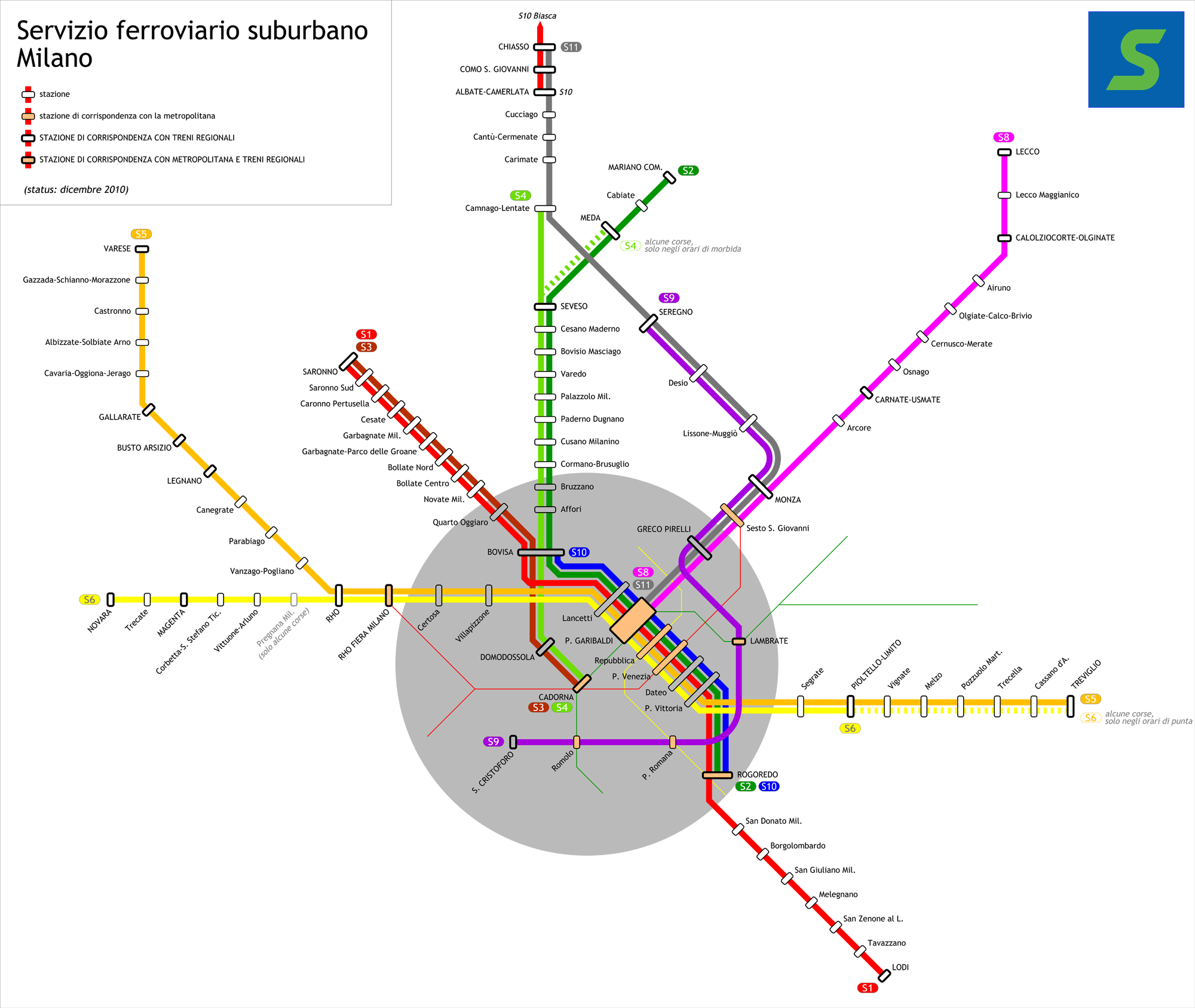
Evoluzione della mappa delle linee del servizio ferroviario suburbano a dicembre 2010

Il 1º febbraio due coppie della linea S10 furono prolungate da Milano Bovisa Politecnico a Malpensa Aeroporto. Nei mesi successivi questo tipo di servizio venne lievemente potenziato e infine soppresso il 12 dicembre in seguito al potenziamento del Malpensa Express.
Con il cambio d'orario del dicembre 2010, ad alcune corse sempre della linea S10 è stata assegnata come origine la stazione di Garbagnate Milanese, servendo gli impianti di Bollate Centro e di Novate Milanese allo scopo di sopperire alla soppressione delle fermate di alcuni treni regionali provenienti da Como Nord Lago, Novara Nord, Varese Nord e Laveno-Mombello Nord in direzione di Milano Cadorna. Il 13 giugno la linea S1 fu prolungata da Milano Rogoredo a Lodi per tutto il giorno dalle 6 alle 21; contestualmente vennero eliminate le fermate intermedie dei treni regionali in questa tratta.
2011

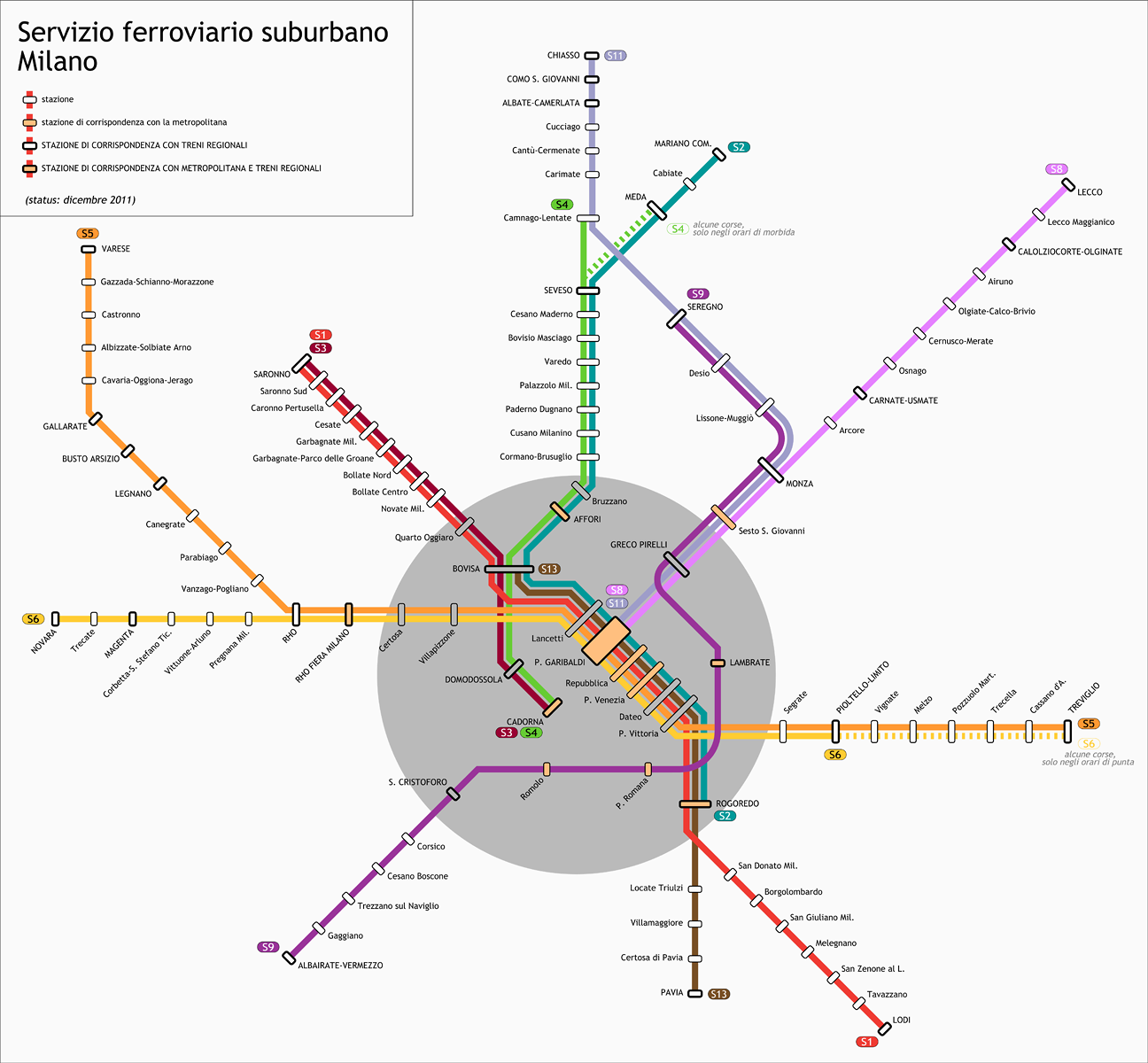
Evoluzione della mappa delle linee del servizio ferroviario suburbano a dicembre 2011

Il 26 marzo fu chiusa la vecchia stazione di Affori, sostituita poi da un nuovo impianto sito nei pressi della fermata di Affori FN della linea M3 della metropolitana milanese, anch'essa di nuova apertura. È stato reso così possibile l'interscambio tra quest'ultima linea metropolitana e le linee suburbane S2 e S4.
Il 1º maggio si concluse il procedimento di conferimento delle attività di LeNord e della Divisione Regionale Passeggeri di Trenitalia in Trenitalia LeNord, che modificò contestualmente il nome in Trenord e prese in carico la gestione esclusiva di tutte le linee suburbane tranne la S5, di cui è continuata la gestione in associazione con ATM.
Il 12 giugno la linea S9 è stata prolungata da Milano San Cristoforo ad Albairate-Vermezzo e vi è stata aperta la nuova fermata di Cesano Maderno (località già servita dalle linee S2 ed S4) in sostituzione della precedente. Tale fermata, trovandosi in corrispondenza del ponte della ferrovia Novara-Seregno, risultava così predisposta per l'interscambio con il servizio S9 da Seregno a Saronno.
Il 5 settembre furono introdotte 7 nuove corse sulla linea S2; altre 4 corse della linea S4 furono attestate alla stazione di Camnago-Lentate.
L'11 dicembre la linea S10 venne prolungata fino a Pavia e ridenominata S13. Contestualmente vennero soppresse, per i treni regionali, le fermate tra Milano Rogoredo e Pavia, da allora effettuate solo dai treni S13.
2012

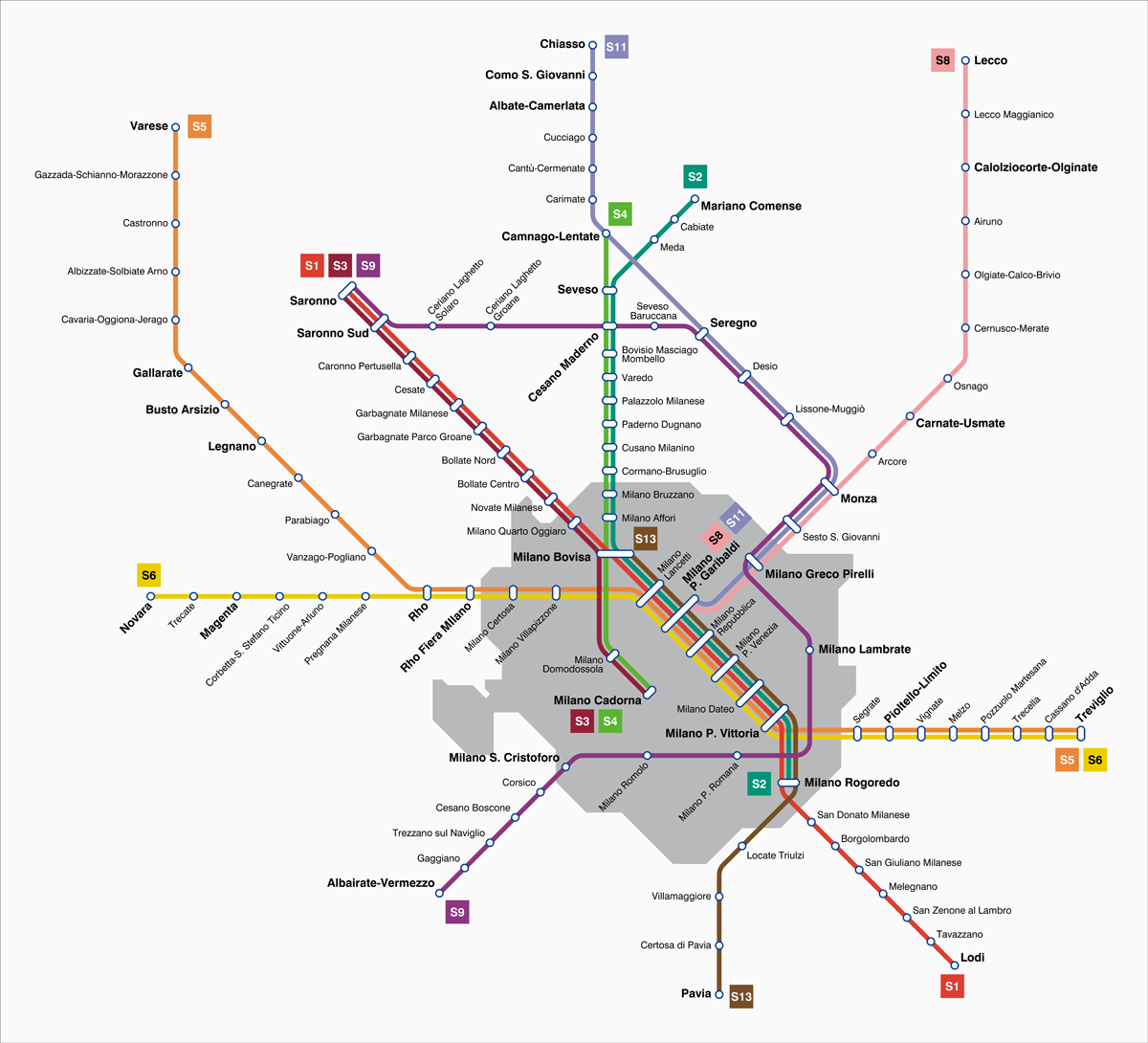
Evoluzione della mappa delle linee del servizio ferroviario suburbano a dicembre 2012

Il 9 dicembre la linea S9 viene prolungata dalla stazione di Seregno a quella di Saronno, con l'apertura delle nuove stazioni e fermate di Saronno Sud, Seveso-Baruccana, Ceriano Laghetto-Solaro e Ceriano Laghetto Groane e della nuova parte di quella di Cesano Maderno.
In tale occasione è anche stato rivisto il servizio serale delle linee S1, S2, S3, S4 ed S13.
La linea S1 ha ottenuto la cadenza semioraria verso Lodi anche alla sera e nel weekend; in direzione Saronno invece la linea, di sera, è stata limitata a Milano Bovisa, sostituita nel restante percorso dall'estensione del servizio della linea S3. Anche la linea S2 in orario serale non effettua più alcun servizio ed il collegamento da Milano a Seveso viene assicurato dalla linea S4, in funzione tutti i giorni dalle 6 alle 24. La X di Bovisa, creata nel 2005 tramite la coincidenza fra le linee S2 ed S3, viene così mantenuta, ma realizzata dalle linee S3, S4 ed S13.
2013
Il 9 giugno venne attivata la fermata di Pieve Emanuele, servita dalla linea S13 (in precedenza, nonostante la ferrovia Milano-Genova attraversasse Pieve Emanuele, comune dal territorio fortemente urbanizzato, non vi era presente alcuna stazione); il 22 giugno successivo venne attivata la fermata di Cesano Maderno Groane, servita dalla linea S9.
Con il cambio orario del 15 dicembre le corse della linea S4 aventi in precedenza come origine e destinazione la stazione di Meda vennero attestate presso l'impianto di Camnago; a partire dalla stessa data, la linea S2 fu limitata a Seveso, per permettere lavori di potenziamento infrastrutturale sulla linea Milano-Asso.
2014
Il 25 ottobre venne attivata la nuova stazione di Milano Bruzzano Parco Nord in sostituzione dell'impianto preesistente, lungo le linee S2 e S4.
Con il cambio orario del 14 dicembre 2014, dopo opportuni lavori di ammodernamento infrastrutturale, è stata integrata nel servizio suburbano la linea ferroviaria Lecco-Milano Porta Garibaldi via Molteno, diventata la linea S7. Con la nuova classificazione il servizio è stato potenziato con treni a cadenza oraria anche nei festivi, mentre in precedenza il servizio festivo veniva svolto con corse ogni due ore.
Con lo stesso cambio d'orario venne assegnata la fermata di Pregnana Milanese ad altri 2 treni della linea S6 e la fermata di Rho Fiera Milano assunse la nuova denominazione di "Rho Fiera Expo Milano 2015".
2015, pre Expo

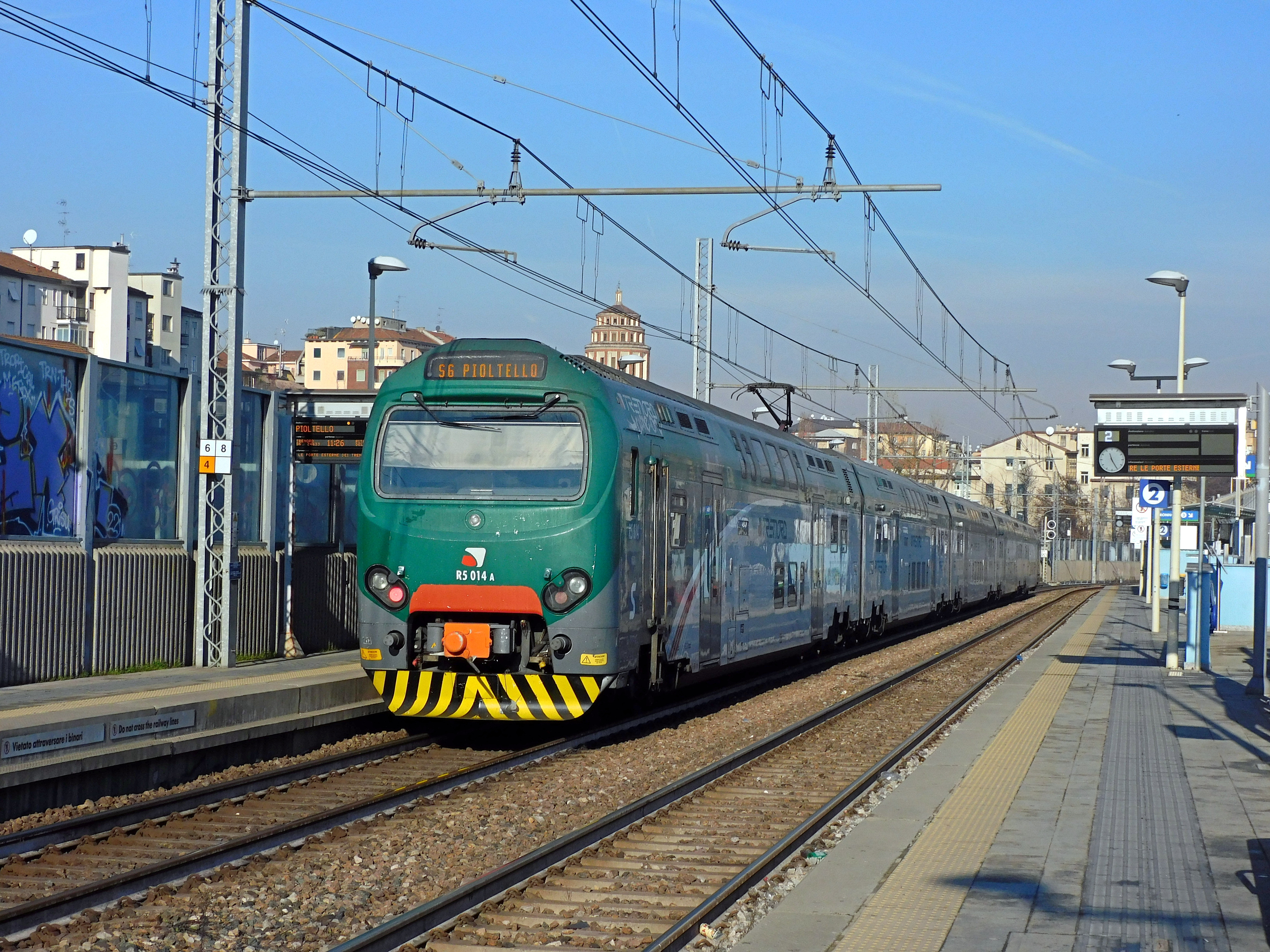
Un treno della linea S6 in sosta alla stazione di Milano Forlanini

In occasione di Expo 2015 è stato attuato un potenziamento del servizio, entrato in vigore il 26 aprile, cinque giorni prima dell'inaugurazione dell'evento espositivo. La linea S2 è stata ripristinata sull'intero percorso, venendo però nuovamente limitata a Seveso dopo pochi giorni, mentre la linea S11 è stata prolungata da Milano Porta Garibaldi a Rho. È stata inoltre istituita, solo per il periodo dell'evento espositivo, la linea S14, tra Rho e Milano Rogoredo, a rinforzo degli altri collegamenti. Lo stesso giorno è entrata in servizio la nuova stazione di Cormano-Cusano Milanino, servita dalle linee S2 e S4, che ha sostituito le stazioni di Cormano-Brusuglio e di Cusano Milanino. Il 9 maggio è stata attivata la stazione di Milano Forlanini, che permette l'interscambio tra le linee S5, S6 e S9.
2015, post Expo
A partire dal 1º novembre 2015, giorno successivo a quello del termine di Expo, alcuni potenziamenti sono stati disattivati. La linea S14 Rho-Milano Rogoredo è stata eliminata e la linea S11 è stata parzialmente ri-arretrata da Rho a Milano Porta Garibaldi: da allora, normalmente, è attestato a Rho solo un treno ogni ora nei soli giorni feriali tra le 7 e le 21 e il prolungamento su Rho di tutti i treni viene attivato solo durante gli eventi espositivi più importanti.
Il 13 dicembre la stazione di Rho Fiera Expo Milano 2015 assunse la denominazione di "Rho Fiera".
2016
A partire dal 12 settembre 2016 vengono istituite le prime 4 corse della linea S12, che collega la stazione di Melegnano con quella di Milano Bovisa Politecnico, transitando per il passante di Milano.
2018
Con il cambio orario del 10 dicembre 2018 sono state soppresse le fermate di Ceriano Laghetto Groane e di Cesano Maderno Groane, fino ad allora servite dalla linea S9.
2020

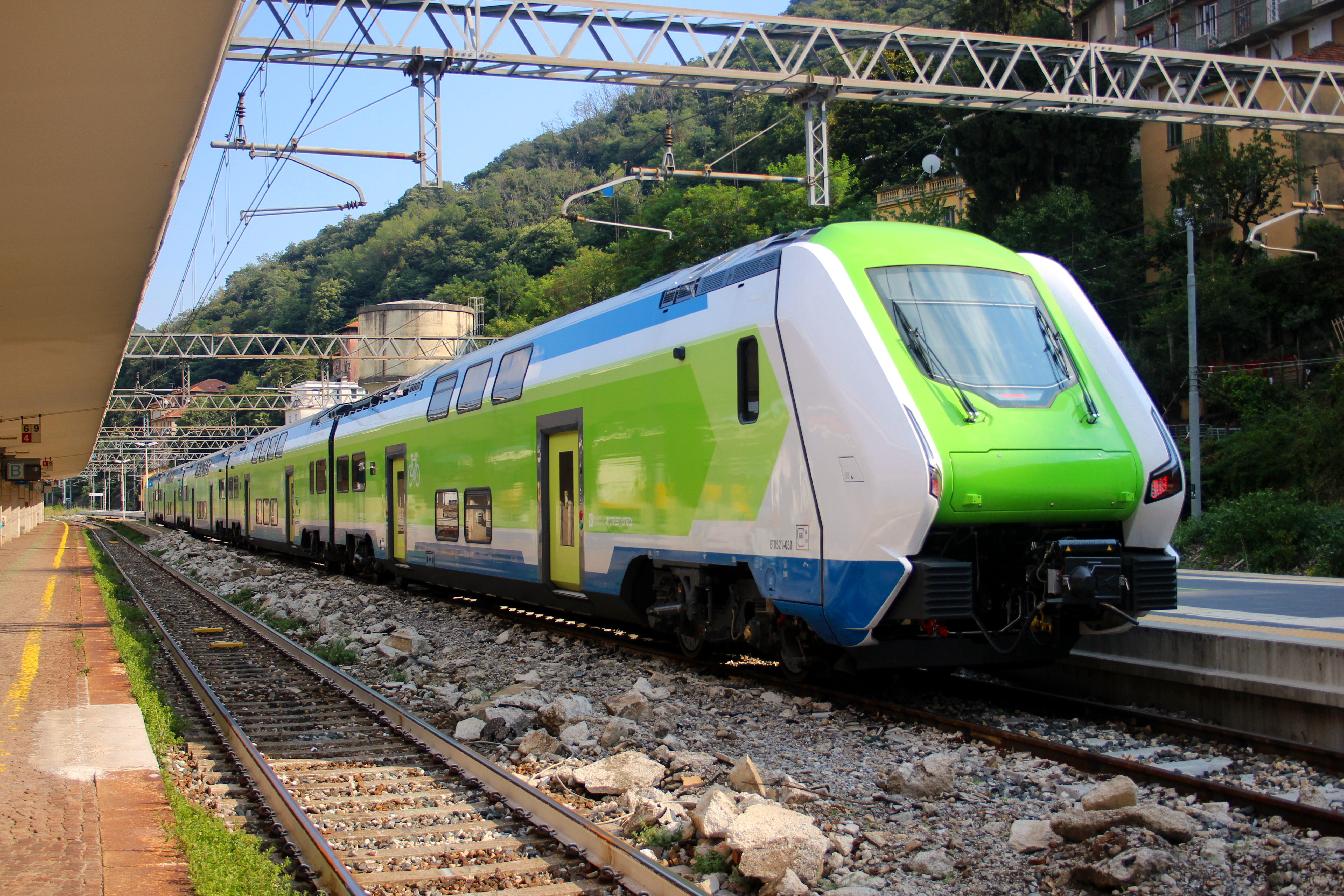
Caravaggio della linea S11 in sosta alla stazione di Como San Giovanni

Nelle prime fasi della pandemia di COVID-19, a causa del crollo del numero di passeggeri, il servizio sulle linee S4 e S9 ha visto ridursi la propria frequenza, la linea S3 ha subito la soppressione di tutte le corse dalle 9 alle 22 e le linee S2 e S12 sono state sospese. Il servizio è successivamente tornato gradualmente alla normalità nei mesi successivi, ad eccezione della linea S12, che verrà riattivata solamente nell'agosto 2023.
Durante l'anno è stato aperto il cantiere della stazione di Milano Tibaldi, tra le fermate di Milano Romolo e Milano Porta Romana, che verrà inaugurata due anni dopo. Nello stesso anno la linea S11 è stata parzialmente limitata a Como San Giovanni, in particolar modo per quanto riguarda le corse effettuate con i nuovi elettrotreni a doppio piano prodotti da Hitachi Rail denominati Caravaggio, che hanno una sagoma con dimensioni tali da non renderli in grado di percorrere la galleria "Monte Olimpino 1" tra Como e Chiasso.
2021
Con il cambio d'orario del 13 giugno 2021 è stata attivata la nuova stazione di Como Camerlata, che ha sostituito la stazione di Albate-Camerlata, sulla linea S11. La nuova stazione si trova in corrispondenza dell'omonima stazione sulla ferrovia Saronno-Como di FNM, con cui consente l'interscambio. A novembre sono stati inoltre terminati i lavori di posa del terzo binario tra Milano Affori e Cormano-Cusano Milanino.
2022
Il 23 luglio 2022 la circolazione dei treni all'interno del passante ferroviario è stata interrotta a seguito della rilevazione di un'usura anomala delle ruote dei convogli, in parte imputata a un guasto a un erogatore di lubrificante, di conseguenza le linee suburbane che attraversano tale tratta sono state in parte sospese, in parte limitate ed in parte ri-organizzate con percorsi alternativi. Dopo una serie di verifiche tecniche e interventi di ripristino, le linee S1, S5 e S13 sono tornate a circolare regolarmente il 29 agosto successivo, mentre il 24 e 26 settembre sono tornate a regime anche, rispettivamente, le linee S6 e S2, ripristinando il servizio regolare dell'intera rete.
Il 5 dicembre 2022 è stata inaugurata la stazione di Milano Tibaldi, in prossimità dell'università Bocconi, che viene servita dalla linea S9 a partire dall'11 dicembre successivo, con l'entrata in vigore dell'orario invernale.
2023
Il 28 agosto 2023, dopo innumerevoli richieste da parte dei pendolari, è stata riattivata la linea S12, sospesa nel marzo 2020, allo scoppio della pandemia di COVID-19. L'offerta iniziale prevede 8 coppie di corse, andando così a rafforzare la linea S1 nella tratta centrale. È stata inoltre riportata a frequenza semioraria la linea S9.
2024
Dal 10 giugno 2024, con il cambio d'orario estivo, la linea S12 è stata estesa da Milano Bovisa Politecnico fino a Cormano-Cusano Milanino e potenziata con dieci coppie di corse sul percorso completo ed una limitata a Milano Rogoredo, mentre la linea S13, solamente nei giorni lavorativi dalle 7:00 alle 19:00, è stata prolungata da Milano Bovisa Politecnico a Garbagnate Milanese.
Dall'entrata in vigore dell'orario invernale del 2024, la S12 è stata potenziata fino ad arrivare ad un cadenzamento semi-orario ma è stata nuovamente limitata a Milano Bovisa Politecnico, mentre la linea S13, nella tratta Milano Bovisa - Garbagnate, effettua fermata solo nella stazione di Bollate Centro.
2025
Dal dicembre 2025, col cambio di orario invernale e la chiusura della stazione di Milano Porta Genova, verrà attivata la linea S19 Albairate-Milano Rogoredo, che integrandosi con la S9 creerà una frequenza di un quarto d’ora sulla cintura sud.

## La rete

Mappa schematica del servizio ferroviario suburbano e della rete metropolitana milanese a ottobre 2024

### Linee attive
Al 2025, le linee suburbane in esercizio sono 12.
| Linea | Percorso                             | Inaugurazione o integrazione | Ultima estensione | Lunghezza totale | Stazioni | Gestore | Note |
| ----- | ------------------------------------ | ---------------------------- | ----------------- | ---------------- | -------- | ------- | ---- |
|       | Saronno-Lodi                         | 2004                         | 2009              | 55,4 km          | 25       | Trenord | -    |
|       | Mariano Comense-Milano Rogoredo      | 2004                         | 2015              | 34,7 km          | 20       | Trenord | -    |
|       | Saronno-Milano Cadorna               | 2004                         | -                 | 22,0 km          | 13       | Trenord | -    |
|       | Camnago-Lentate-Milano Cadorna       | 2004                         | 2006              | 21,2 km          | 13       | Trenord | -    |
|       | Varese-Treviglio                     | 2004                         | 2009              | 92,6 km          | 31       | Trenord | -    |
|       | Novara-Treviglio                     | 2004                         | 2009              | 83,5 km          | 25       | Trenord | -    |
|       | Lecco-Molteno-Milano Porta Garibaldi | 2014                         | -                 | 57,0 km          | 22       | Trenord | -    |
|       | Lecco-Carnate-Milano Porta Garibaldi | 2009                         | -                 | 49,9 km          | 13       | Trenord | -    |
|       | Saronno-Albairate                    | 2004                         | 2022              | 64,0 km          | 24       | Trenord | -    |
|       | Chiasso-Rho                          | 2008                         | 2015              | 63,9 km          | 18       | Trenord | -    |
|       | Milano Bovisa Politecnico-Melegnano  | 2016                         | 2024              | 22,4 km          | 15       | Trenord | -    |
|       | Garbagnate Milanese-Pavia            | 2011                         | 2024              | 39 km            | 19       | Trenord | -    |

#### Linea S1
La linea S1 congiunge Saronno a Lodi, percorrendo la ferrovia Milano-Saronno, il passante ferroviario di Milano e la ferrovia Milano-Bologna. I treni sono cadenzati ogni 30 minuti. Il servizio nei giorni feriali si svolge sull'intera tratta dalle 5:00 alle 21:30, mentre dopo le 21:30 è limitato alla tratta Milano Bovisa Politecnico-Lodi. Nei giorni festivi invece le corse mattutine sono limitate da Lodi fino a Milano Bovisa e viceversa, per poi tornare fino a Saronno dalla tarda mattinata.

#### Linea S2
La linea S2 congiunge la stazione di Mariano Comense alla stazione di Milano Rogoredo, percorrendo parte della linea Milano-Asso di Ferrovienord e attraversando la città di Milano lungo il passante. La stazione capolinea settentrionale è ufficialmente la stazione di Mariano Comense, ma attualmente il servizio è di fatto limitato a Seveso, località in cui la ferrovia Milano-Asso passa dal doppio binario al binario unico, a tempo indeterminato, secondo accordi tra Regione Lombardia e l'impresa ferroviaria. Alcuni collegamenti mattutini vengono comunque attestati a Meda (tre coppie nell'ora di morbida) e Mariano (una coppia di treni). A inizio 2024 sono iniziati i lavori di raddoppio dei binari nella tratta Seveso-Meda, al termine dei quali tutti i treni potranno avere capolinea a Meda.
Il servizio viene effettuato solamente nei giorni lavorativi e la griglia oraria sull'intero percorso non è completa; l'arco di servizio è dalle 5:00 alle 22:30 circa. Nella tratta Milano Bovisa-Seveso la linea è intercalata alla S4 (Milano Cadorna - Camnago-Lentate), realizzando una frequenza di 4 treni per ora. In tarda serata e nelle giornate non lavorative il servizio della S2 viene sostituito da quello della linea S4 da Seveso a Milano Bovisa Politecnico e da quello delle linee S1 ed S13 da Milano Bovisa Politecnico a Milano Rogoredo.

#### Linea S3
La linea S3 congiunge la stazione di Milano Cadorna a quella di Saronno, percorrendo solamente e per intero la ferrovia Milano-Saronno di Ferrovienord. Nella tratta Milano Bovisa Politecnico-Saronno è intercalata alla linea S1, in modo da garantire una frequenza di 15 minuti tra Milano e Saronno. In orario serale la linea S3 sostituisce totalmente la linea S1 tra le stazioni di Milano Bovisa Politecnico e Saronno. Tra le linee suburbane milanesi la S3 si può considerare, a livello di servizio, quella che ricalca maggiormente gli standard delle linee S-Bahn "austro-germaniche", ovvero con corse giornaliere a orario cadenzato e simmetrico ogni 30 minuti, che si svolgono sempre sullo stesso percorso, senza periodicità (circolanti in modo uguale tutti i giorni di tutto l'anno) e con un arco di servizio dalle ore 5:00 all'1:00 circa.

#### Linea S4
La linea S4 congiunge la stazione di Milano Cadorna a quella di Camnago-Lentate, percorrendo parte della ferrovia Milano-Asso di Ferrovienord. Nella tratta Milano Bovisa - Seveso i servizi della linea S4 sono intercalati a quelli della linea S2 realizzando un cadenzamento asimmetrico con transiti ogni 10 minuti e 20 minuti nelle stazioni servite, necessario in quanto nelle finestre temporali di 20 minuti transitano i treni regionali in servizio tra Milano e Asso, che tra Milano Bovisa e Seveso fermano solo a Milano Affori e Cesano Maderno. In orario serale e nei giorni non lavorativi la linea S4 sostituisce totalmente la linea S2 nella medesima tratta. Il servizio si articola con corse cadenzate circolanti tutti i giorni dell'anno, ogni 30 minuti dalle 5:00 a mezzanotte. Nelle ore più tarde della serata sono previsti autobus sostitutivi in partenza dal capoluogo lombardo, che effettuano tutte le fermate della linea S4 fino a Seveso per poi proseguire verso Meda, Cabiate e Mariano Comense.

#### Linea S5
La linea S5 congiunge la stazione di Varese a quella di Treviglio, attraversando la città di Milano; con i suoi quasi 93 km di lunghezza è la più lunga tra le 12 linee in servizio. I convogli percorrono la linea Porto Ceresio-Milano, il passante ferroviario di Milano e la linea Milano-Venezia. Dal 2008 la linea è gestita da una ATI formata da Trenord e ATM, quindi è l'unica linea suburbana non gestita integralmente da Trenord. I servizi sono intercalati a quelli della linea S6 tra Rho e Treviglio nelle ore di punta e tra Rho e Pioltello nelle altre fasce orarie, realizzando un cadenzamento ogni 15 minuti tra una corsa e l'altra. Il servizio viene svolto con corse cadenzate ogni 30 minuti dalle ore 05 alla mezzanotte; data l'elevata lunghezza della linea, le corse negli orari di inizio e fine del servizio non percorrono l'intera tratta ma effettuano capolinea a Gallarate ed a Pioltello-Limito. Anche nei giorni festivi il servizio subisce riduzioni nelle tratte Varese-Gallarate e Pioltello-Treviglio, in cui la frequenza diventa oraria, mentre rimane a frequenza semioraria nella tratta centrale, tra Gallarate e Pioltello-Limito.

#### Linea S6
La linea S6 congiunge la stazione di Novara a quella di Treviglio. Il servizio è svolto da convogli che percorrono la ferrovia Torino-Milano, il passante ferroviario di Milano e la ferrovia Milano-Venezia. Il servizio si compone di corse cadenzate ogni 30 minuti dalle ore 05 alle ore 00; la stazione di Treviglio è raggiunta solamente nei giorni lavorativi e di sabato e nei soli orari di punta, mentre negli orari di morbida i treni fanno capolinea alla stazione di Pioltello-Limito; nei giorni di domenica e festivi i treni viaggiano solo nel tratto Novara-Pioltello, sempre con cadenza semi-oraria, e il servizio tra la stazione di Milano Certosa e quella di Novara, negli orari mattutini, subisce limitazioni. Nella tratta Rho - Treviglio i servizi sono intercalati a quelli della linea S5 (nelle ore di morbida ciò avviene solo fino a Pioltello), realizzando un cadenzamento di 15 minuti tra una corsa e l'altra.

#### Linea S7
La linea S7, attiva dal 14 dicembre 2014, congiunge la stazione di Lecco a quella di Milano Porta Garibaldi passando per Molteno (la linea S8, che ha gli stessi capolinea, ha un percorso differente). Percorre la linea Monza-Molteno e parte della linea Como-Lecco. La linea S7 ha sostituito totalmente il precedente servizio regionale Milano-Molteno-Lecco, che è stato così potenziato con cadenza oraria anche nei giorni festivi. È l'unica linea del servizio suburbano milanese che percorre tratti non elettrificati (tra Monza e Lecco), venendo quindi servita da treni a trazione termica.
Il servizio è cadenzato con corse, di base, ogni 60 minuti tra entrambi i capolinea; nei giorni lavorativi sono presenti alcuni treni di rinforzo in entrambe le direzioni, alcuni dei quali limitati a Molteno o a Besana, che portano la frequenza a 30 minuti. Questa limitazione è riconducibile anche al tracciato a binario unico, dove diverse stazioni originariamente dotate di binario d'incrocio sono state trasformate in fermate a binario singolo, diminuendo così la capacità della linea in ambo le direzioni. Tra Lecco e Monza le stazioni dotate di binari d'incrocio sono Valmadrera, Oggiono, Molteno, Costa Masnaga, Besana, Triuggio-Ponte Albiate e Villasanta Parco.
Nel marzo 2015 viene firmato un accordo tra il Comune di Monza, la Regione Lombardia e RFI per la realizzazione della nuova fermata Monza Est Parco, che dovrebbe trovarsi circa a metà fra le stazioni di Monza Sobborghi e Villasanta Parco. A settembre 2023, è stato realizzato il solo sottopasso, senza nessuna pensilina o predisposizione di fermata.

#### Linea S8
La linea S8 congiunge la stazione di Lecco a quella di Milano Porta Garibaldi percorrendo la linea Milano-Lecco, via Carnate. La linea è nata nel 2008, contemporaneamente alla linea S11, a seguito del cadenzamento del "quadrante Nord Lombardia", sostituendo il precedente servizio regionale tra Lecco e Milano. Il servizio si compone di corse cadenzate come segue: nei giorni lavorativi e di sabato una corsa ogni 30 minuti dalle 05 alle 21 ed una corsa ogni 60 minuti dalle 22 alle 23, di domenica e nei giorni festivi una corsa ogni 60 minuti dalle 05 alle 23. Il servizio S8 serale e notturno (fascia oraria 22-23) ha come capolinea la stazione di Milano Centrale anziché quella di Milano Porta Garibaldi, per intercettare viaggiatori in arrivo con gli ultimi collegamenti della lunga percorrenza. Dall'offerta della linea è esclusa la stazione di Vercurago-San Girolamo, situata tra quelle di Calolziocorte-Olginate e Lecco Maggianico, attraversata dai treni S8 senza effettuare fermata (è servita solamente da alcuni treni regionali Lecco-Bergamo).

#### Linea S9
La linea S9 collega la stazione di Saronno a quella di Albairate-Vermezzo, con un totale di 21 fermate. I convogli percorrono le linee Saronno-Seregno e Chiasso-Milano, quindi la linea di cintura, la cintura sud e la linea Milano-Mortara. La S9 è stata la prima linea suburbana a non impiegare il passante ferroviario e, con la sua attivazione, la cintura sud è tornata, dopo 10 anni di inutilizzo, a essere servita da treni passeggeri. Nata nel 2004 con percorso tra Milano San Cristoforo e Seregno, nel giugno 2011 venne prolungata verso sud fino ad Albairate-Vermezzo e nel dicembre 2012 venne prolungata verso nord-ovest fino a Saronno; per effettuare il prolungamento su Saronno è stata ricostruita la ferrovia Saronno-Seregno, che dal 1958 era utilizzata unicamente per servizi merci e non era più elettrificata dal 1977. Particolarità della linea è il fornire un collegamento diretto tra alcuni grandi poli universitari milanesi, presso le stazioni di Monza (Università Bicocca - Ospedale San Gerardo), Milano Greco Pirelli (Università Bicocca), Milano Lambrate (Politecnico di Milano e Università degli Studi), Milano Romolo (IULM) e Milano Tibaldi (Università Bocconi). La tratta Seregno - Milano Greco Pirelli è percorsa anche dalla linea suburbana S11, permettendo di avere treni cadenzati ogni quindici minuti fino alle 22 in entrambe le direzioni. Il servizio si compone di corse cadenzate ogni 30 minuti dalle 05.30 alle 22.30, con riduzioni al mattino dei giorni festivi. Negli orari di inizio e fine del servizio, per esigenze di turnazione del materiale rotabile, alcuni treni hanno come origine o destinazione la stazione di Milano Porta Garibaldi. Nell'orario invernale del 2018 sulla linea sono state soppresse le fermate di Cesano Maderno Groane e Ceriano Laghetto Groane, quest'ultima ripristinata con 6 coppie di corse solo nei giorni festivi.
Dal 12 ottobre 2024 la stazione di Milano San Cristoforo è diventata punto di interscambio con la linea M4 della metropolitana.

#### Linea S11
La linea S11 congiunge la stazione di Como San Giovanni con quella di Milano Porta Garibaldi, con alcuni treni che proseguono la corsa a nord fino alla stazione di Chiasso e a sud fino a quella di Rho, percorrendo la linea Milano-Chiasso e transitando per le città di Como, Seregno, Desio, Lissone e Monza. È stata integrata nel sistema suburbano nel 2008, contemporaneamente alla linea S8, a seguito del cadenzamento del "quadrante Nord Lombardia", sostituendo lo storico servizio regionale Milano-Como-Chiasso. I treni della S11 sono intercalati a quelli della S9 tra le stazioni di Seregno e Milano Greco Pirelli, permettendo di avere un treno ogni quindici minuti fino alle ore 22. Tra la stazione di Como San Giovanni e quella di Chiasso, i treni sono invece intercalati con quelli della S10. Il 26 aprile 2015 tutti i treni della linea sono stati prolungati da Milano Porta Garibaldi a Rho, come previsto dal piano di potenziamento dei servizi ferroviari in occasione dell'evento Expo 2015. Dal 1º novembre dello stesso anno, con il termine di Expo 2015, il servizio è stato alleggerito e, nei giorni lavorativi, solo una delle due corse effettuate ogni ora ha capolinea a Rho, mentre l'altra termina a Milano Porta Garibaldi; dalle ore 21 il capolinea meridionale di tutte le corse è Milano Porta Garibaldi. Nei giorni non lavorativi vi è comunque una corsa ogni 30 minuti dalle 05 alle 23 ma tutte le corse sono attestate a Milano Porta Garibaldi. In occasione di eventi fieristici importanti presso il polo espositivo di Rho, nei soli giorni di durata degli eventi (sia lavorativi che non), tutte le corse della linea vengono nuovamente prolungate a Rho.
A partire dal 2019 sono state ridotte le corse verso la città di Chiasso, limitando un treno su due presso l'impianto di Como San Giovanni; tale rimodulazione del servizio è imputabile in parte all'acquisto dei nuovi elettrotreni a doppio piano Caravaggio di Hitachi Rail, entrati in operatività sulla linea dal 2020, i quali sono impossibilitati a percorrere la galleria "Monte Olimpino 1" tra Como e Chiasso, a causa dell'incompatibilità della sagoma; da allora, le due corse effettuate ogni ora sono una tra Milano Porta Garibaldi e Chiasso e l'altra tra Rho e Como San Giovanni nei giorni lavorativi, mentre nei giorni non lavorativi tutti i treni viaggiano tra Milano Porta Garibaldi e Como San Giovanni (ad eccezione, come già detto, dei giorni in cui si tengono eventi espositivi a Rho Fiera). La galleria in questione sarebbe dovuta essere oggetto di lavori di adeguamento entro il 2025, in modo da ripristinare la precedente configurazione del percorso, ma il progetto non è stato portato a compimento.

#### Linea S12
La linea S12, attivata nel 2016, congiunge la stazione di Milano Bovisa Politecnico alla stazione di Melegnano, percorrendo la ferrovia Milano-Asso, il passante ferroviario e la ferrovia Milano-Bologna. È stata l'unica delle linee a non aver adottato fin dall'inizio un orario cadenzato, in quanto è stata attivata nel 2016 con solamente due coppie di corse nei giorni feriali, in orari di punta mattutina, sulla tratta tra Melegnano e Milano Bovisa Politecnico. La linea era stata ideata come rinforzo negli orari di maggiore affluenza di pendolari, e pertanto costituito da corse non cadenzate, attive solamente nelle fasce orarie di punta lavorativa e studentesca.
La linea è stata sospesa nel marzo 2020, a causa del crollo del numero di viaggiatori allo scoppio della pandemia di COVID-19, e, nonostante le proteste dei viaggiatori e degli enti locali dei territori interessati, riattivata solamente il 28 agosto 2023, con un'offerta iniziale di 4 coppie di treni, sempre tra Melegnano e Milano Bovisa Politecnico. Sono stati annunciati, a partire dai primi mesi del 2024, un progressivo arricchimento dell'offerta ed il prolungamento da Milano Bovisa Politecnico a Cormano-Cusano, come previsto già in origine; a partire dal 10 giugno 2024 la linea effettuava dieci coppie di treni tra Cormano-Cusano e Melegnano, mentre una coppia era limitata alla tratta tra Cormano-Cusano e Milano Rogoredo.
Con l'orario invernale del 2024 la linea ha ricevuto il potenziamento alla cadenza semi-oraria su tutto l'arco della giornata, ma è stata nuovamente limitata a Milano Bovisa Politecnico.

#### Linea S13
La linea S13 congiunge la stazione di Garbagnate Milanese alla stazione di Pavia percorrendo la linea Milano-Saronno, il passante ferroviario e la linea Milano-Genova. La linea è nata come prolungamento a Pavia della linea S10, che collegava la stazione di Bovisa con quella di Milano Rogoredo, ricevendo il numero identificativo 13 per evitare confusione con la linea S10 del Canton Ticino, che intercetta il servizio suburbano di Milano a Como. Il servizio si articola con corse cadenzate ogni 30 minuti, dalle 5:00 alle 23:00, ogni giorno dell'anno; nei giorni lavorativi le corse effettuate tra le 7:00 e le 19:00 sono attestate a Garbagnate Milanese e le altre a Milano Bovisa Politecnico, mentre nei giorni non lavorativi tutte le corse si svolgono tra Pavia e Milano Bovisa Politecnico.
Alla fine del 2016 sono iniziati i lavori alla stazione di Garbagnate Milanese per prolungarvi la linea S13, con l'intento di alleggerire la pressione di passeggeri sui convogli durante le ore di punta. Sebbene i lavori siano stati completati nel 2021, il prolungamento è stato attivato solamente il 10 giugno 2024; dal cambio d'orario invernale del 2024, i treni S13 attestati a Garbagnate Milanese, nel tratto Milano Bovisa Politecnico - Garbagnate Milanese, effettuano solamente la fermata di Bollate Centro.

### Linee con denominazioni obsolete
| Linea | Percorso                      | Attivazione | Chiusura                                   | Lunghezza totale | Stazioni | Note                                                                                         |
| ----- | ----------------------------- | ----------- | ------------------------------------------ | ---------------- | -------- | -------------------------------------------------------------------------------------------- |
|       | Milano Bovisa-Milano Rogoredo | 2004        | 2011 (rinumerata S13 per disambiguare la ) | 11,6 km          | 8        | Rinominata e prolungata a Pavia                                                              |
|       | Milano Rogoredo-Rho           | 2015        | 2015                                       | 21,1 km          | 11       | Inizialmente attiva solo nel periodo dell'Expo 2015, verrà riattivata e prolungata a Magenta |

#### Linea S10
La linea S10, attiva dal 2004 al 2011, collegava la stazione di Milano Bovisa Politecnico con la stazione di Milano Rogoredo; era una linea esclusivamente urbana e serviva come rinforzo alle altre linee transitanti nel passante ferroviario. Dal gennaio 2010 al dicembre 2010, in attesa dell'attivazione del servizio Malpensa Express tra Milano Centrale e Malpensa, la linea venne prolungata a Malpensa Aeroporto. Con l'orario invernale 2011/2012 la linea è stata prolungata a Pavia e rinominata linea S13, in modo da non creare confusione con la linea S10 della rete celere del Canton Ticino, nell'ottica di un'interazione dei servizi ferroviari nell'area insubre.

#### Linea S14
La linea S14, attiva unicamente nel periodo di Expo 2015 (dal 1º maggio al 31 ottobre 2015), congiungeva le stazioni di Rho e Milano Rogoredo attraversando il passante, con lo scopo di rinforzare i collegamenti tra la stazione di Rho Fiera, scalo a diretto servizio dell'esposizione universale, e il centro cittadino, facilitando gli interscambi da e per Rho Fiera con i collegamenti a lunga percorrenza presso Milano Rogoredo. Il servizio era offerto tutti i giorni con un cadenzamento semiorario delle corse dalle 9 a mezzanotte.
Tra i progetti infrastrutturali ne è prevista la riattivazione con prolungamento verso ovest fino a Magenta.
L’attivazione definitiva della linea è subordinata al completamento di alcuni interventi infrastrutturali, tra cui il quadruplicamento della tratta ferroviaria Rho–Parabiago.

## Mappe delle linee

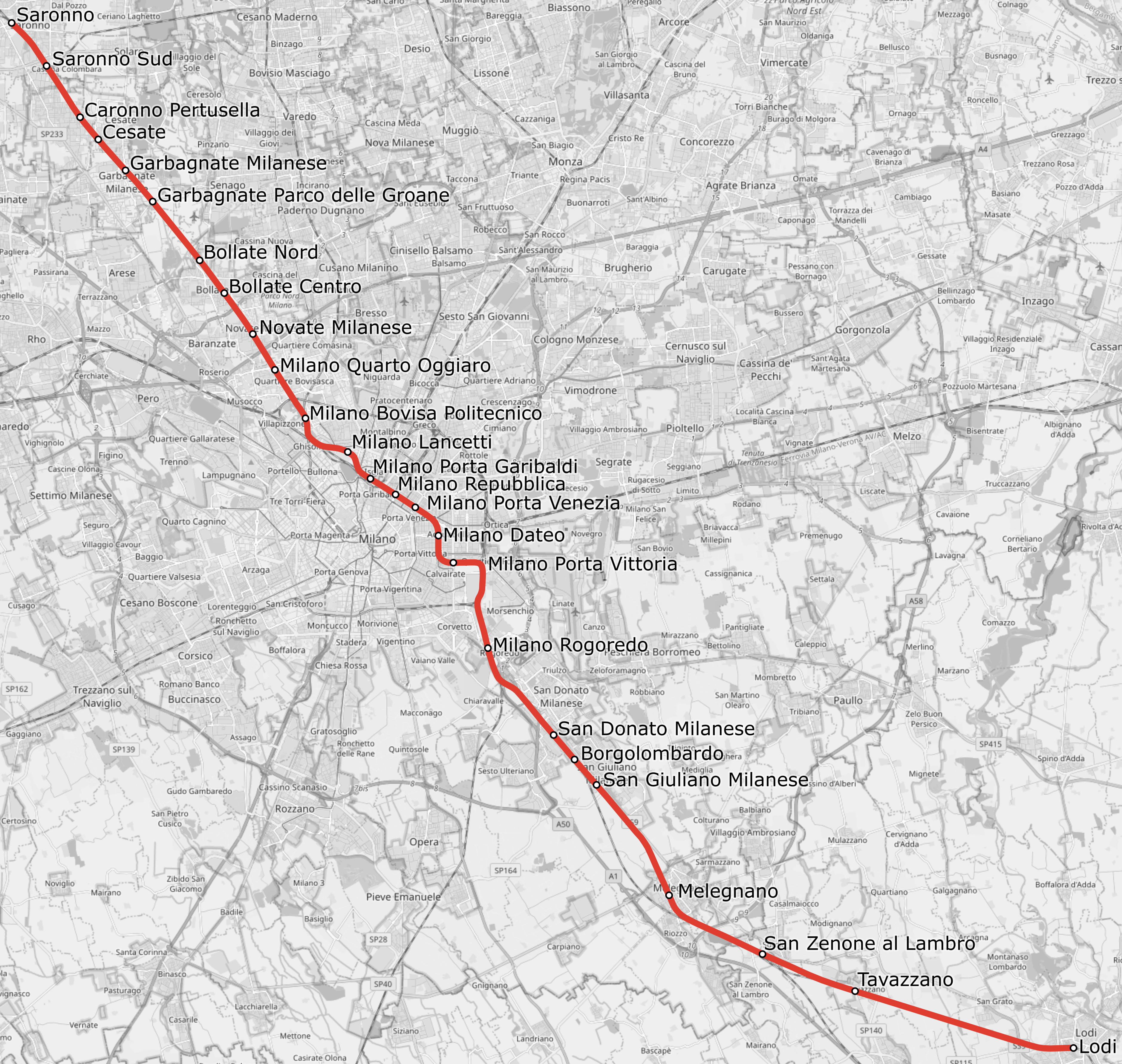
Linea S1
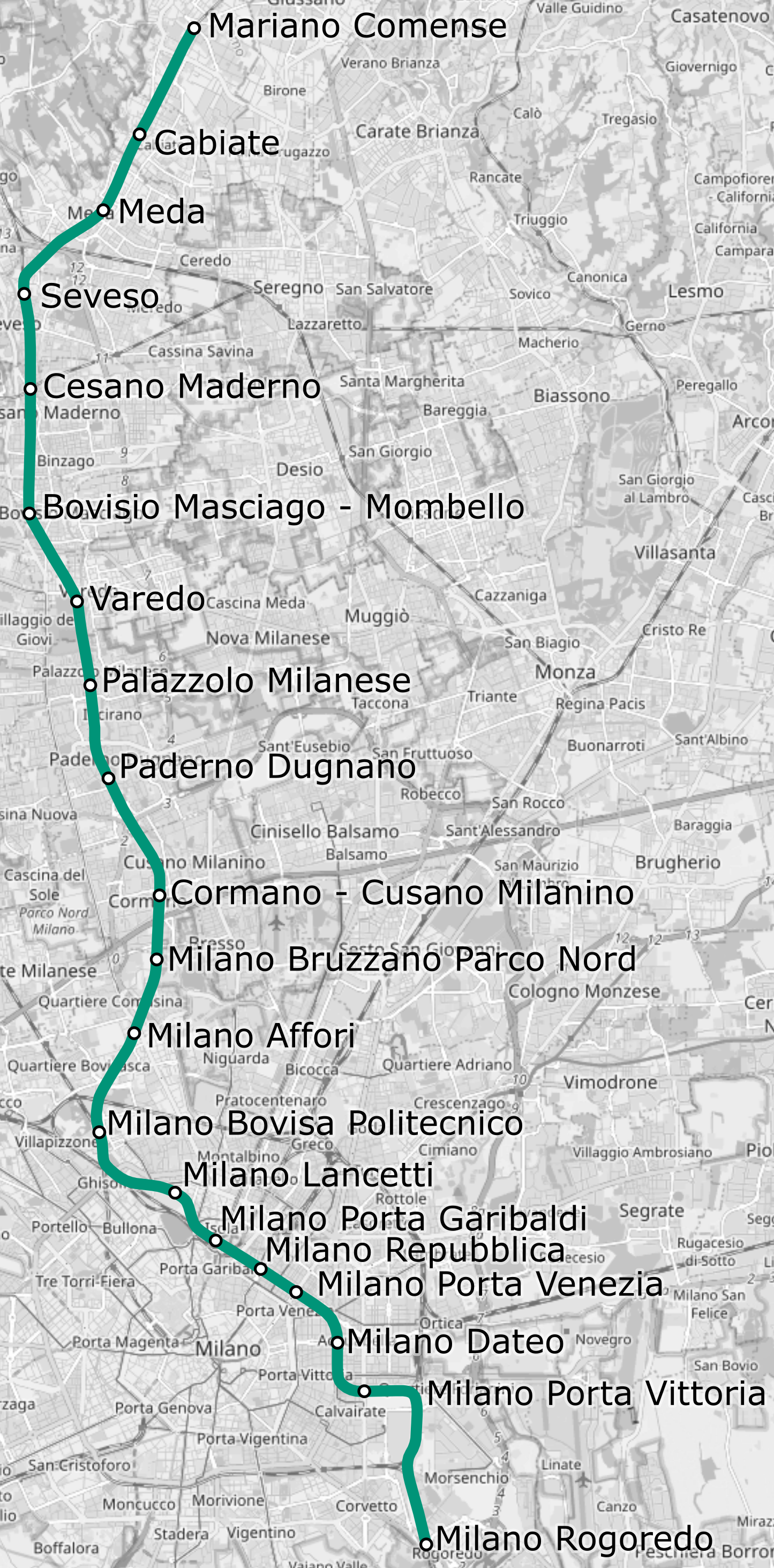
Linea S2
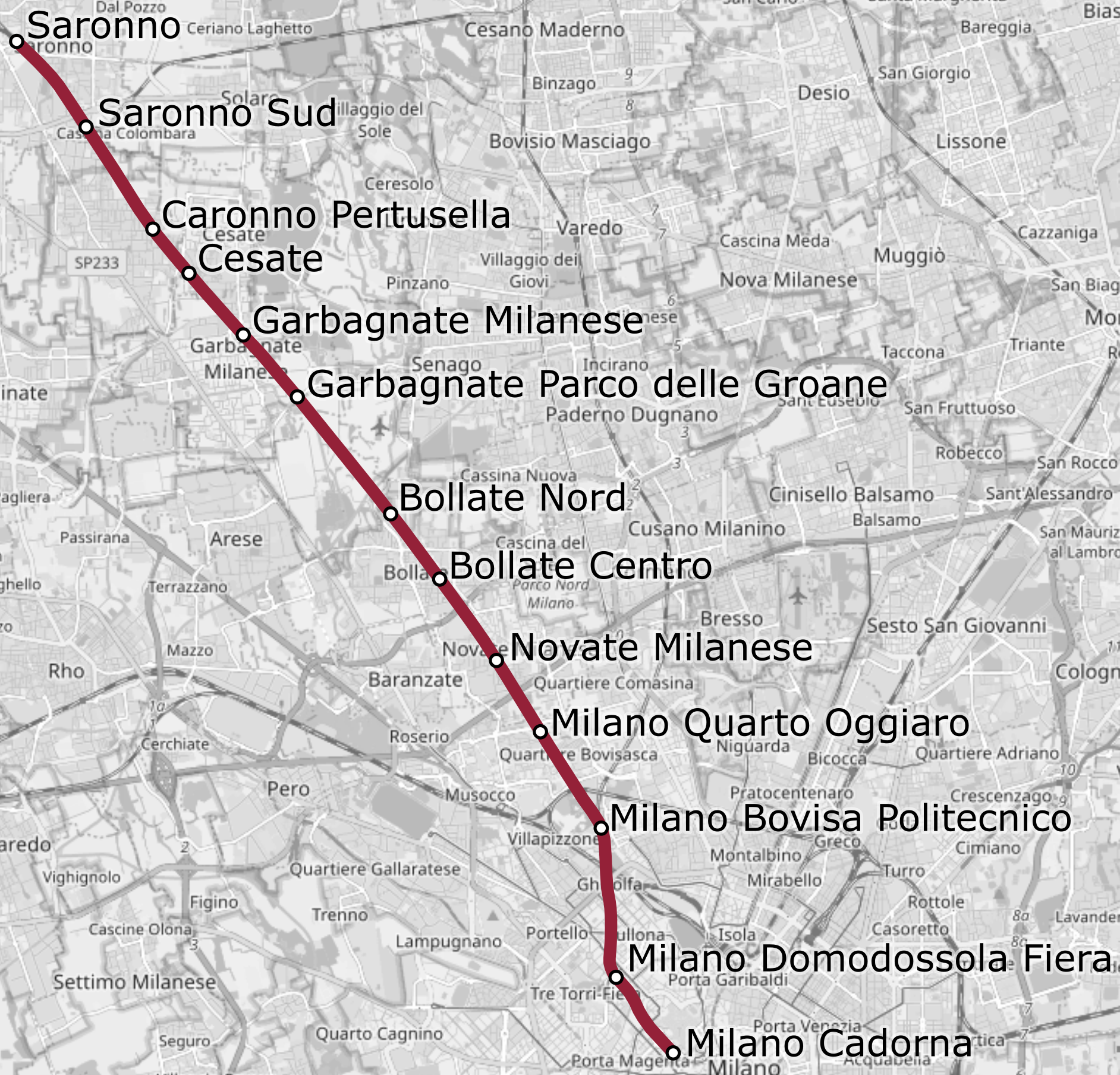
Linea S3
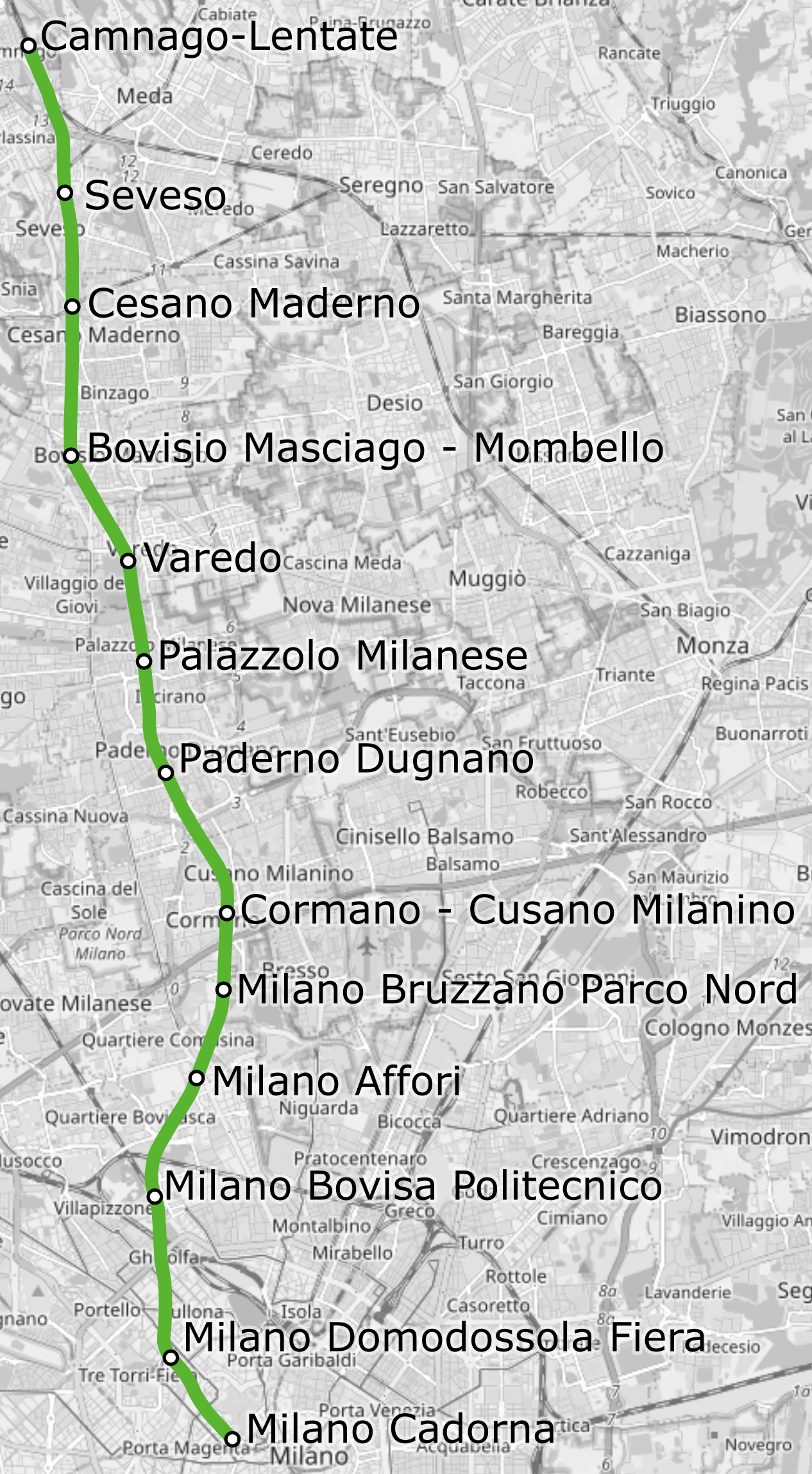
Linea S4
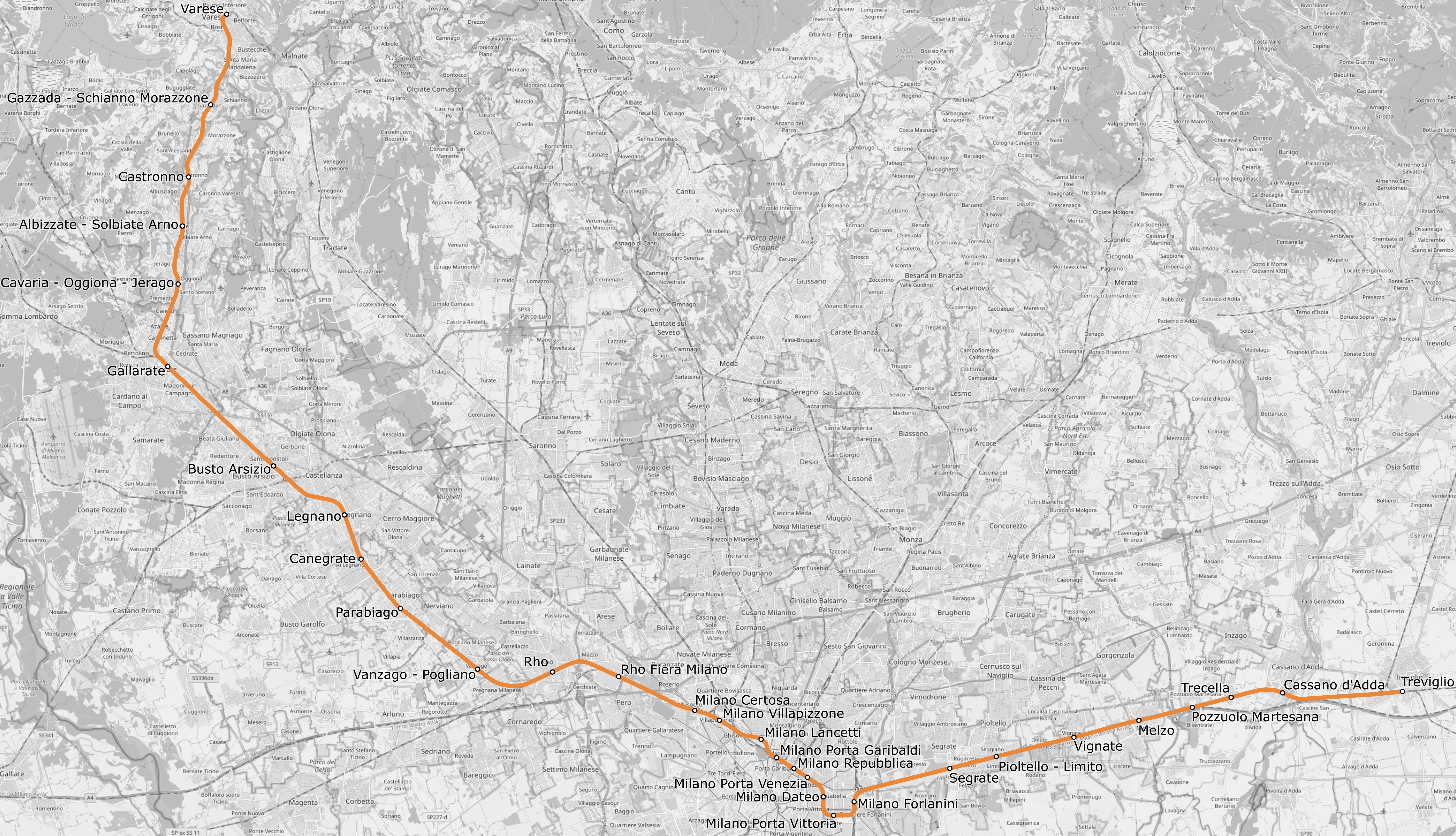
Linea S5
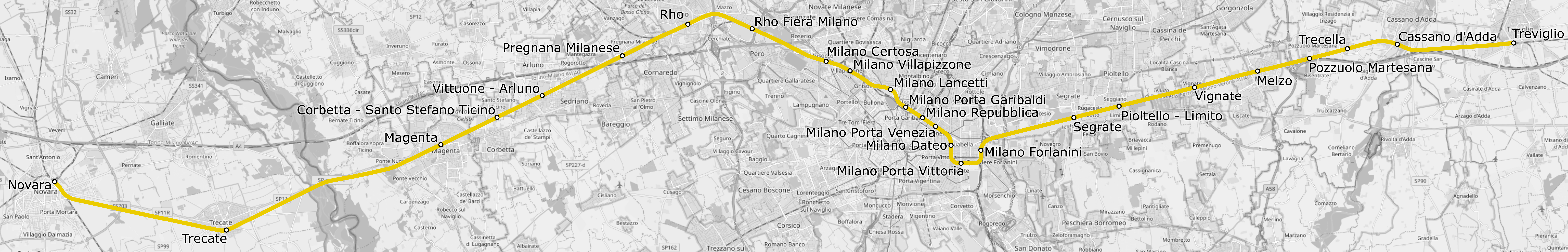
Linea S6
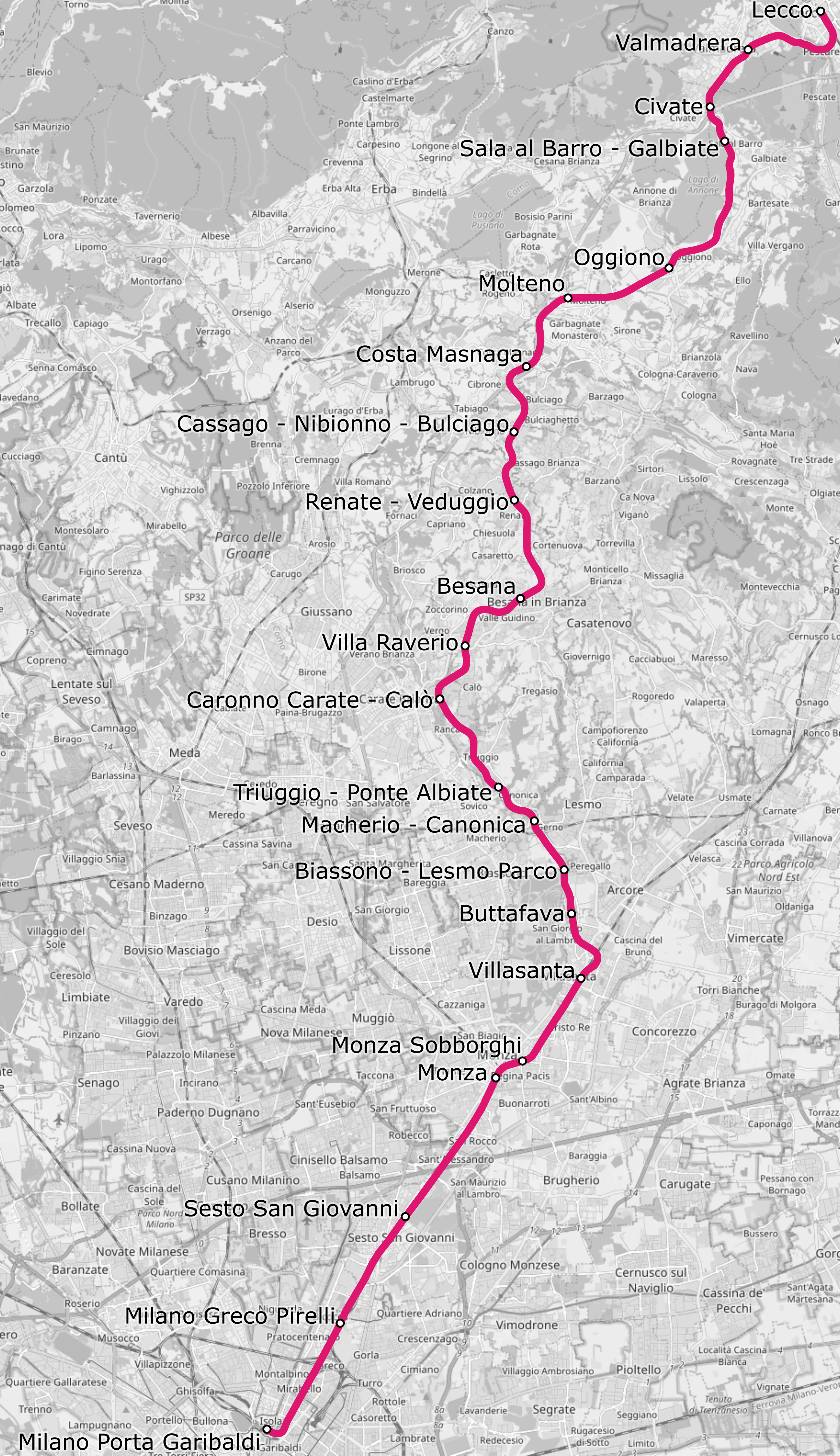
Linea S7
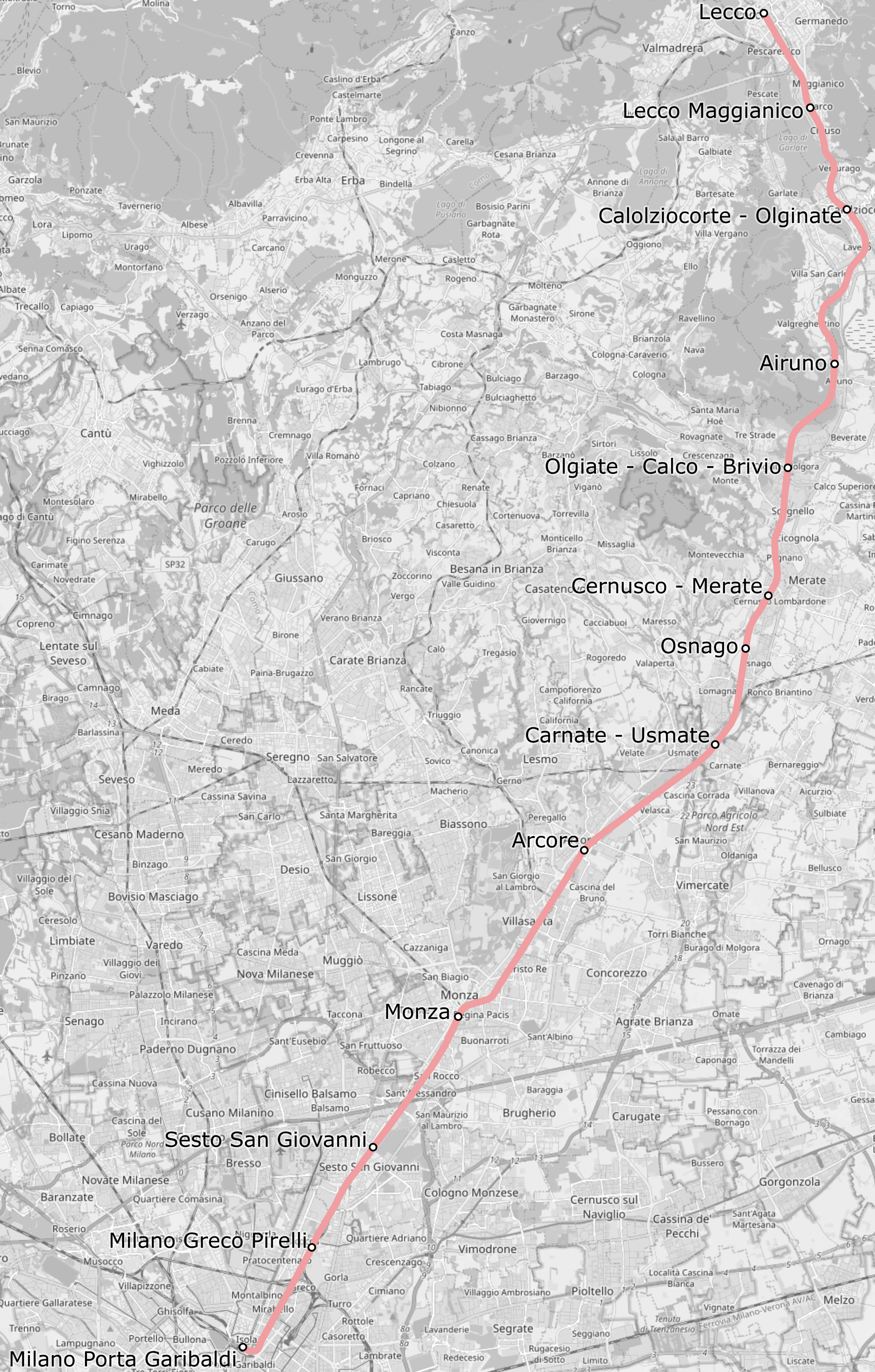
Linea S8
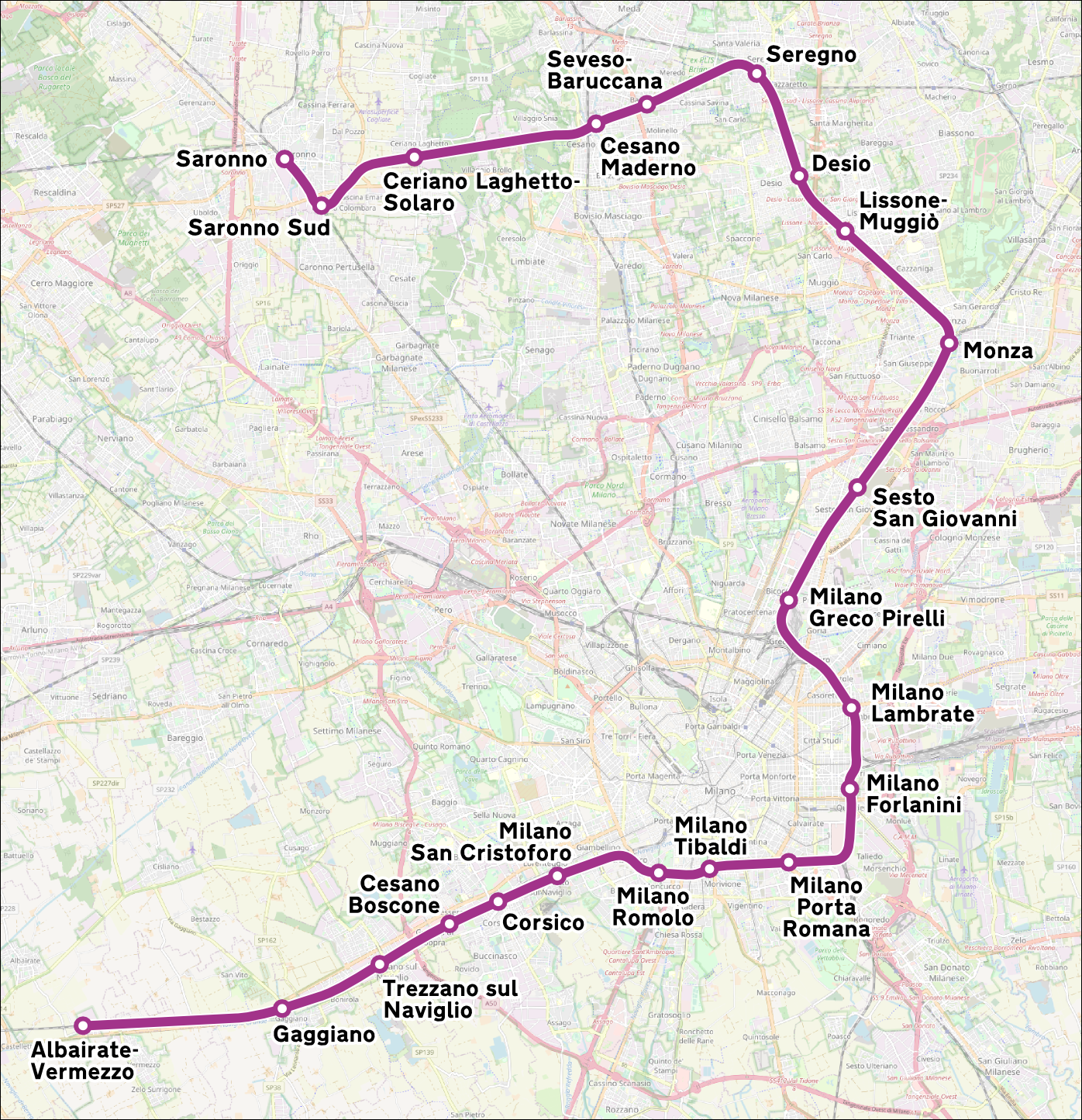
Linea S9
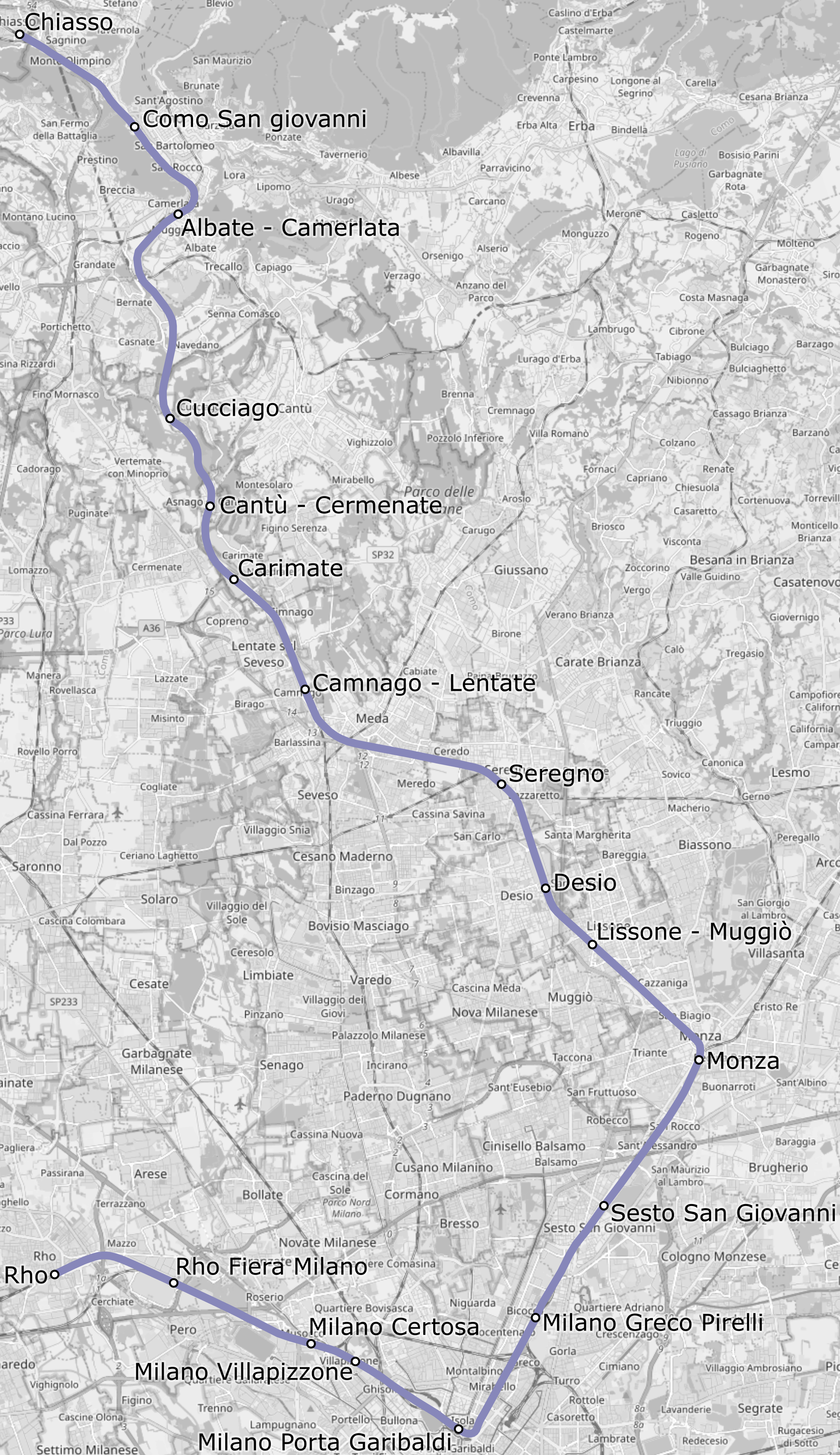
Linea S11
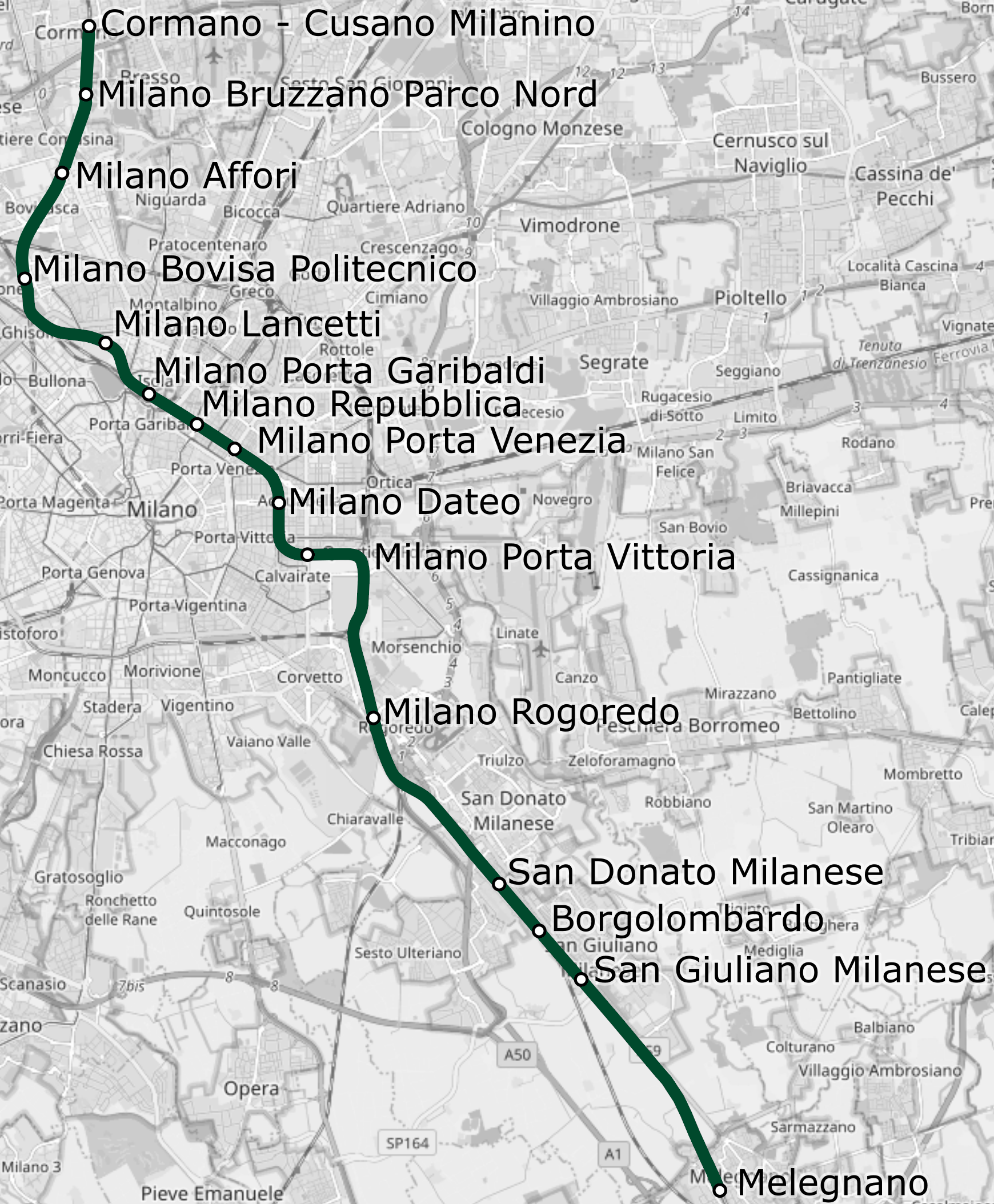
Linea S12
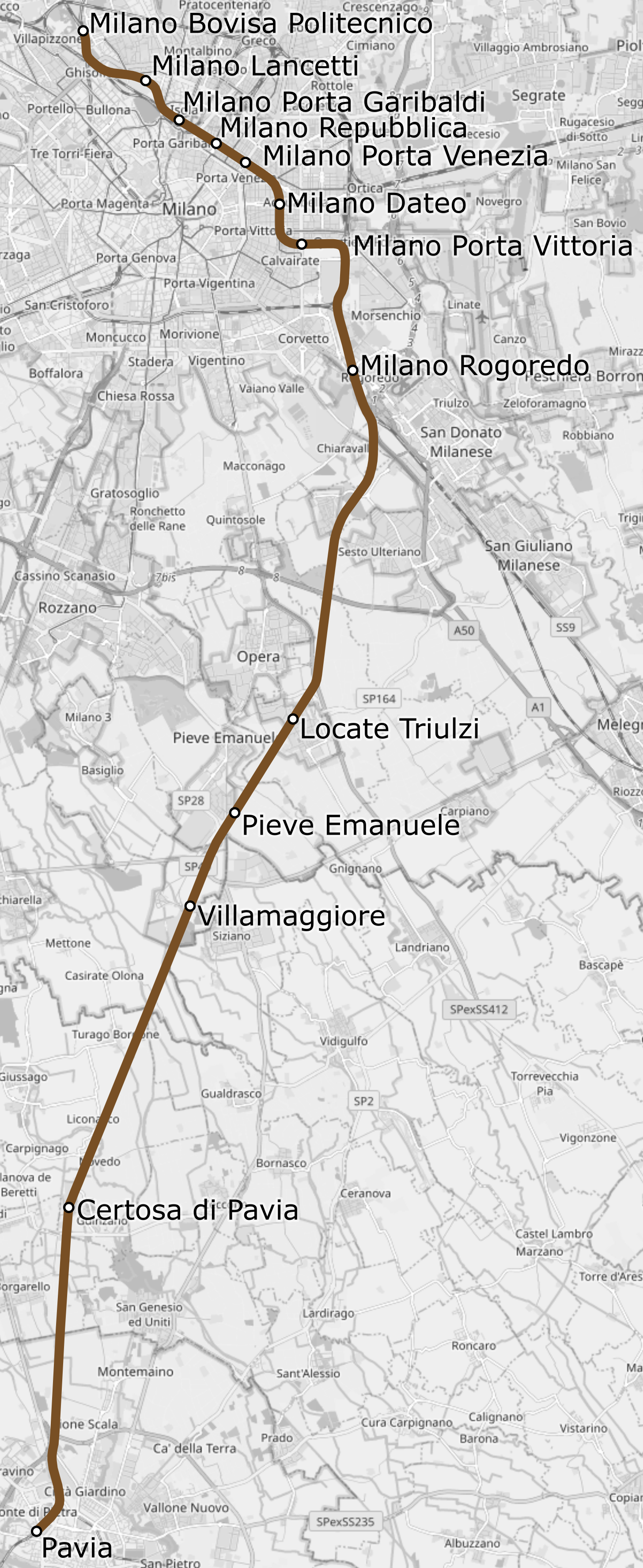
Linea S13

## Servizio

### Mezzi utilizzati
Il servizio ferroviario suburbano di Milano utilizza prevalentemente convogli in grado di trasportare un gran numero di passeggeri in lunghezze limitate, in modo tale da soddisfare le esigenze in termini di capacità di carico dettate dal notevole traffico pendolare che gravita intorno a Milano e rientrare nella lunghezza delle banchine delle fermate extraurbane più corte e datate. Sulle linee che utilizzano il passante ferroviario circolano soprattutto TSR e, in misura minore, anche TAF ed ETR 425; sulle altre linee vengono impiegati TSR, TAF, ETR 425, ETR 526, ETR 521, composizioni di materiale ordinario formate da locomotive E.464 con carrozze Vivalto e, sulla linea S7, che impiega in buona parte un tratto non elettrificato, ATR 115 o ATR 125, singoli o in composizioni formate da una sola o entrambe le tipologie di convogli. Occasionalmente, sulle linee S3 e S4 sono impiegati anche i convogli aeroportuali CSA (che normalmente circolano solo sul servizio Malpensa Express) e gli ETR 522 (noti come ETR 521 S1).

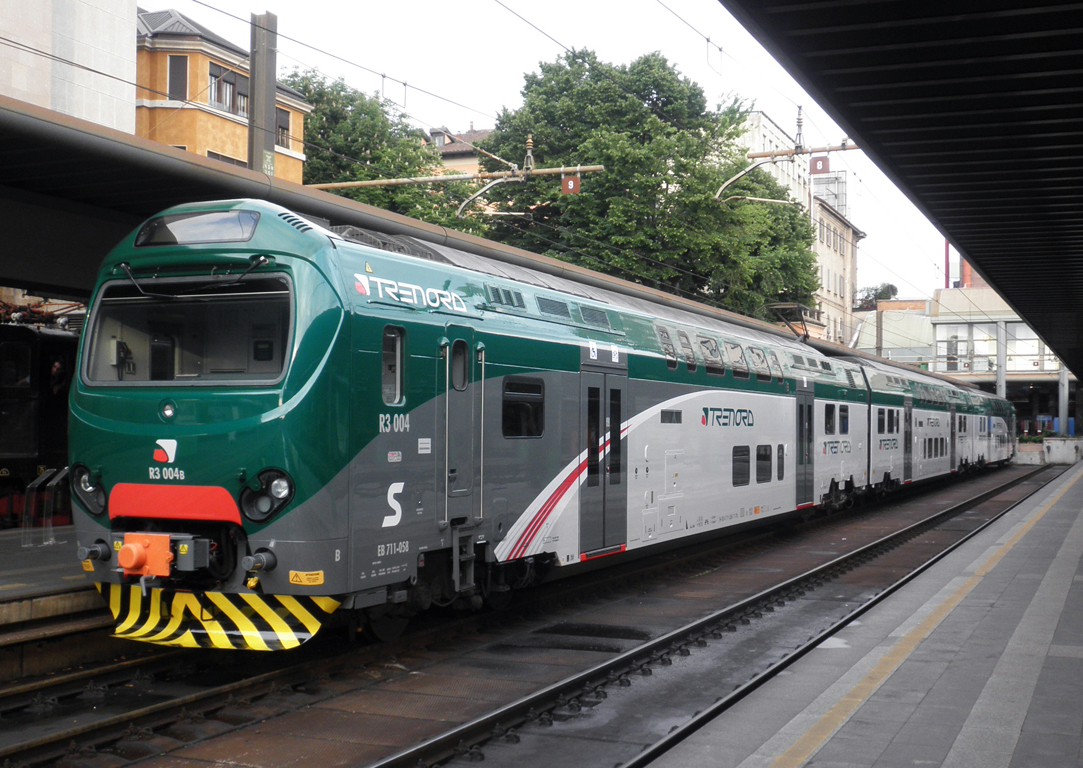
Un TSR in livrea Trenord alla stazione di Milano Cadorna

A partire dal mese di gennaio 2024 Trenord ha annunciato una ristrutturazione dei 34 TAF in suo possesso, con un profondo rinnovamento tecnico, il rifacimento degli allestimenti interni e l'applicazione della nuova livrea di Regione Lombardia, allo scopo di allungare la vita utile di tali mezzi, ormai più che ventenni.

### Titoli di viaggio
Per viaggiare sulle linee del servizio ferroviario suburbano di Milano si utilizzano gli stessi biglietti e abbonamenti validi sui servizi ferroviari di categoria regionale in Lombardia, diversi a seconda della tratta ferroviaria di interesse; a partire dal 1º ottobre 2019, sulle tratte interamente comprese nell'area in cui, dal 15 luglio 2019, è in vigore il sistema tariffario integrato dell'area metropolitana milanese STIBM, sono utilizzabili unicamente i titoli di viaggio di tale sistema tariffario, validi su tutti i mezzi di trasporto pubblico locale, indipendentemente dal gestore, nelle tratte all'interno del bacino di competenza. Per viaggiare sul servizio suburbano in tratte parzialmente o completamente esterne all'area di validità del sistema STIBM si utilizzano invece i titoli di viaggio a tariffa regionale di seconda classe emessi da Trenord.
Per i viaggi che hanno come origine o destinazione una stazione appartenente al comune di Milano e per la circolazione all'interno del nodo ferroviario di Milano, sono validi tutti i titoli di viaggio STIBM e tutti i titoli ferroviari regionali che riportano come origine o destinazione la dicitura generica di "Milano". Esclusivamente per la circolazione all'interno del nodo di Milano, sono validi anche gli abbonamenti urbani emessi da ATM, validi su tutti i mezzi di trasporto nelle tratte interne ai confini urbani di Milano; i titoli validi nell'area urbana milanese consentono di impiegare, solamente al suo interno, non soltanto i treni suburbani ma anche quelli regionali.
Dal 1º febbraio 2011 sono utilizzabili anche i biglietti e abbonamenti integrati "Io Viaggio Ovunque in Lombardia" - IVOL, validi su tutte le linee suburbane in quanto validi su tutti i mezzi pubblici regionali della Regione Lombardia; i biglietti e abbonamenti integrati "Io Viaggio Ovunque in Provincia" - IVOP invece valgono solo nelle tratte del servizio suburbano comprese nella provincia attivata; dal 1º ottobre 2019, nelle province che comprendono solamente comuni in cui è attiva la tariffazione STIBM, i titoli IVOP sono stati aboliti.

## Progetti

### Circle line
Proposta nel giugno del 2010 dall'allora assessore del comune di Milano allo Sviluppo del territorio Carlo Masseroli, la Circle Line doveva a suo tempo ricalcare il percorso della S9 partendo dalla stazione di San Cristoforo e terminando a Rho Fiera per totale di 27 km e una frequenza proposta di 6 minuti per direzione. Tra le fermate si ipotizzava la realizzazione di Dergano M3, Istria M5, Forlanini M4, Zama, Tibaldi, Canottieri, Città Studi e Monza-Pontano per l'interscambio con M1, oltre alle fermate preesistenti di Certosa, Lambrate M2, Lodi TIBB M3, Romolo M2 e San Cristoforo M4. L'ipotesi ebbe vita breve e la proposta fu completamente accantonata già al 2013, mentre procedette la realizzazione della fermata Forlanini. Il 13 luglio 2017 il consiglio comunale di Milano ratificò l'Accordo di Programma Scali Ferroviari tra Comune, Regione, Ferrovie dello Stato Italiane e Savills Investment Management Sgr concernente la riqualificazione delle aree degli scali ferroviari cittadini dismessi, che prevedeva il finanziamento di nuove stazioni lungo l'attuale linea di cintura, e definiva l'infrastruttura costituita dal corridoio delle cinture ferroviarie di Milano come "cosiddetta Circle Line". Per tali interventi infrastrutturali sul nodo ferroviario milanese il piano previde 97 milioni di euro di investimenti.
Dotata di numerosi interscambi con le linee della metropolitana e con le altre linee suburbane, la Circle Line, intesa come l'insieme delle cinture ferroviarie di Milano, ha un percorso semicircolare, dalla stazione di Milano San Cristoforo alla stazione di Rho Fiera, parzialmente percorso dall'attuale linea S9. Secondo quanto dichiarato dall'allora assessore all'Urbanistica del comune di Milano, Pierfrancesco Maran, lungo la cintura ferroviaria si ipotizza il transito di un treno ogni 10 minuti. Tale frequenza, lungo la cintura Sud, è ipotizzata nell'Accordo di Programma come il risultato della sovrapposizione della linea S9 (ipotizzata sull'itinerario San Cristoforo-Busto Arsizio), della linea S16 (ipotizzata sull'itinerario Albairate-Rho) e dei treni regionali Mortara-Milano Rogoredo.
Secondo quanto ipotizzato, i servizi ferroviari che insisteranno sulle cinture ferroviarie collegheranno alcuni tra i principali poli universitari di Milano con le fermate nei pressi dei campus IULM, Bocconi, Città Studi e il nuovo campus di UniMi presso il Milan Innovation District (MIND). Oltre all'adeguamento delle stazioni già presenti lungo la cintura, verranno realizzate almeno quattro nuove stazioni: Milano MIND-Merlata, Stephenson, Dergano (con interscambio con la M3) e Tibaldi (inaugurata nel 2022), con l'ipotesi di un'ulteriore stazione presso Istria (con interscambio con la M5). Il Piano Urbano della Mobilità Sostenibile prevederebbe inoltre la realizzazione delle ulteriori fermate Canottieri, Toscana, Puglie, Zama, Ortica, Padova e Bovisasca. Si stima che a regime la linea servirà un bacino di utenza di 5 milioni di abitanti.

Nel novembre 2022 il Consiglio di Stato ha rigettato i ricorsi presentati contro l'Accordo di Programma sbloccando quindi i finanziamenti per la riqualifica delle stazioni. L'orizzonte temporale per il completamento del progetto si attesta al 2030. Attualmente l'unica stazione realizzata ex-novo appartenente al percorso della “Circle line” è la fermata di Milano Tibaldi.

Mappa della Circle line così come prevista dal PUMS